# Zheng He
Zheng He (en chino tradicional, 鄭和; en chino simplificado, 郑和; pinyin, Zhèng Hé; Wade-Giles, Cheng Ho) (1371-1433) fue el mayor explorador marítimo chino de la historia, y el más importante de Asia, así como el comandante de la armada más grande que conoció el mundo hasta la Primera Guerra Mundial. Zheng He, también conocido como Ma Sanbao, fue un eunuco militar, marino y explorador chino musulmán, especialmente famoso por sus siete expediciones navales, realizadas entre 1405 y 1433, durante la época temprana de la dinastía Ming, que algunos identifican legendariamente con los viajes de Simbad. Sus contribuciones son claves para comprender la avanzada historia de la cartografía china.
Durante sus expediciones, las cuales comenzaron en Nankín, Zheng He exploró el Sudeste asiático, Indonesia, Ceilán, la India, el golfo Pérsico, la península arábiga y el este de África hasta el canal de Mozambique, visitando 37 países.
La misión de los “viajes del tesoro” era proyectar el poder y la riqueza china al resto del mundo, así como controlar las principales rutas comerciales marítimas de la región. Sus viajes produjeron un importante intercambio diplomático, comercial y cultural con el extranjero. A pesar de contribuir a demostrar la capacidad organizativa y poder tecnológico chinos, no produjeron anexiones territoriales debido a la falta de tradición de colonialismo e imperialismo en China.
Los siete viajes de Zheng He proporcionaron mucha riqueza a China, elevaron el Imperio como la primera superpotencia mundial y expandieron la cultura y los colonizadores chinos hasta los últimos confines del planeta.
Tras su muerte, los confucionistas impusieron de nuevo su visión del mundo, por lo que en los siglos siguientes se impulsó el aislacionismo. No obstante, Zheng He dejó una profunda huella en la sociedad china y, en general, en todo el sureste asiático.

## Biografía

### Familia e infancia
Zheng He nació en 1371 en la aldea Hedai del distrito de Jinning, de la actual Kunming, en la provincia de Yunnan, en las estribaciones de las montañas del Himalaya, a unos 2000 metros de altitud sobre el nivel del mar, y a dos meses de viaje del puerto marítimo más cercano. Yunnan, la provincia meridional fronteriza con el Tíbet, Birmania y Laos, habitada por muchos musulmanes, era el último reducto de los seguidores de la dinastía mongol.

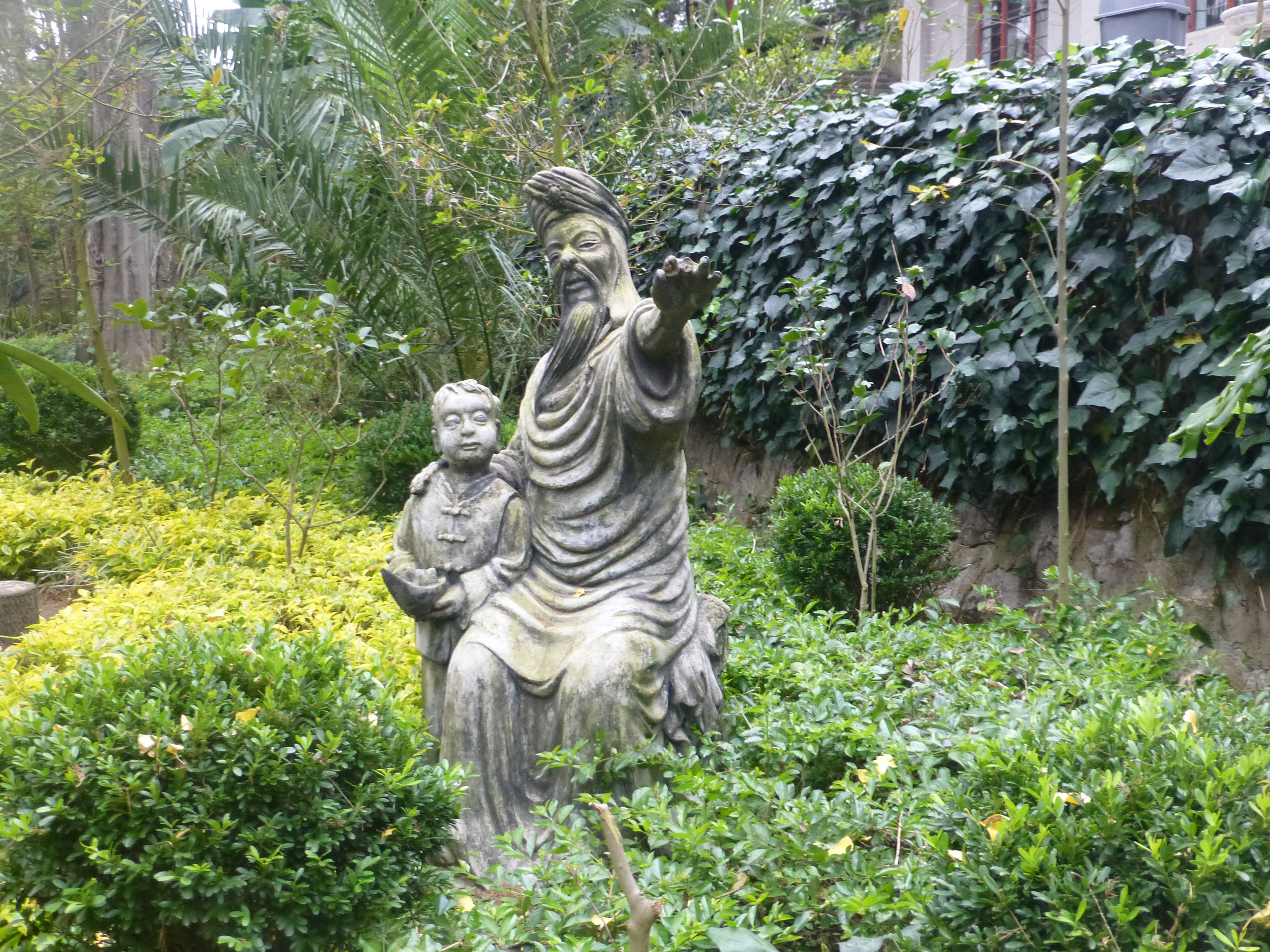
Ma Haji y su joven hijo Ma He, el futuro Zheng He, imaginados en una escultura en Kunyang.

Sus padres fueron Ma Haji y Weng, y tenía un hermano mayor y cuatro hermanas. Su nombre de pila era Ma He (馬 和), indicativo de los orígenes musulmanes de su familia, ya que “Ma” es la versión china de “Mahoma”. Aunque chino de nacionalidad, Zheng He no pertenecía a la etnia china (han) sino que se incluía entre lo que en la Dinastía Ming se denominaba casta semu, que incluía todos aquellos que no fueran han, mongoles o extranjeros. Dentro de la casta semu, Zheng He perteneció a la subcasta de la etnia Hui, la única de importancia durante los Ming, y cuyas características son la práctica del islam y el uso del chino como lengua habitual.
El tatarabuelo de Zheng He, Sayyid Ajjal Shams al-Din Omar (1211-1279), era originario de Bujará en el actual Uzbekistán, y fue un gobernador de la provincia de Yunnan bajo el emperador mongol Kublai Kan, fundador de la dinastía Yuan que gobernó China desde 1279 hasta 1368. Su bisabuelo Bayan parece haber pertenecido a la guarnición mongola de Yunnan.
El padre y el abuelo de Ma He eran conocidos como Haji, el título honorífico otorgado a los hombres musulmanes que hacen el “hajj” o peregrinación a La Meca. Ma He debió crecer escuchando los relatos de sus viajes a tierras lejanas. Se dice que su padre se dedicaba al pastoreo y que se había empobrecido. El padre de Ma He se mantenía leal a la dinastía mongola Yuan, recientemente derrocada, a pesar de que las fuerzas rebeldes de lo que se convertiría en la dinastía Ming iban conquistando franjas cada vez más grandes de China.

### Captura por los Ming y juventud
En el otoño de 1381, un ejército Ming invadió y conquistó la provincia de Yunnan, gobernada entonces por el príncipe mongol Basalawarmi, príncipe de Liang. El padre de Zheng He murió en los combates entre los ejércitos Ming y las fuerzas mongolas. Wenming, el hijo mayor, enterró a su padre fuera de Kunming. Después de completar su tercer viaje, Zheng He regresó como un héroe y funcionario de alto rango a su lugar de nacimiento, Kunyang cerca de Kunming en Yunnan, donde hizo construir una tumba para su padre.
Zheng He fue capturado por el ejército Ming del general Fu Youde en Yunnan en 1381. Fue castrado en algún momento entre los 10 y los 14 años de edad, siguiendo la práctica habitual de la época.
Ma He fue enviado hacia 1385 a servir a casa de Zhu Di, el Príncipe de Yan, cuarto hijo del emperador Hongwu, que gobernaba Pekín desde 1380, cerca de la frontera norte con tribus mongolas hostiles. Zhu Di era once años mayor que Ma He y se convirtió más tarde en el emperador Yongle. Esclavizado como sirviente eunuco, Ma He se ganó la confianza de Zhu Di, mientras este, como su benefactor, se ganó la fidelidad y lealtad del joven eunuco. Ma He también fue conocido como Ma Sanbao (馬三寶/马三宝 o 三保,  durante su servicio con el príncipe de Yan.  Este nombre significaba las Tres Joyas, una referencia a las tres exclamaciones piadosas del budismo.

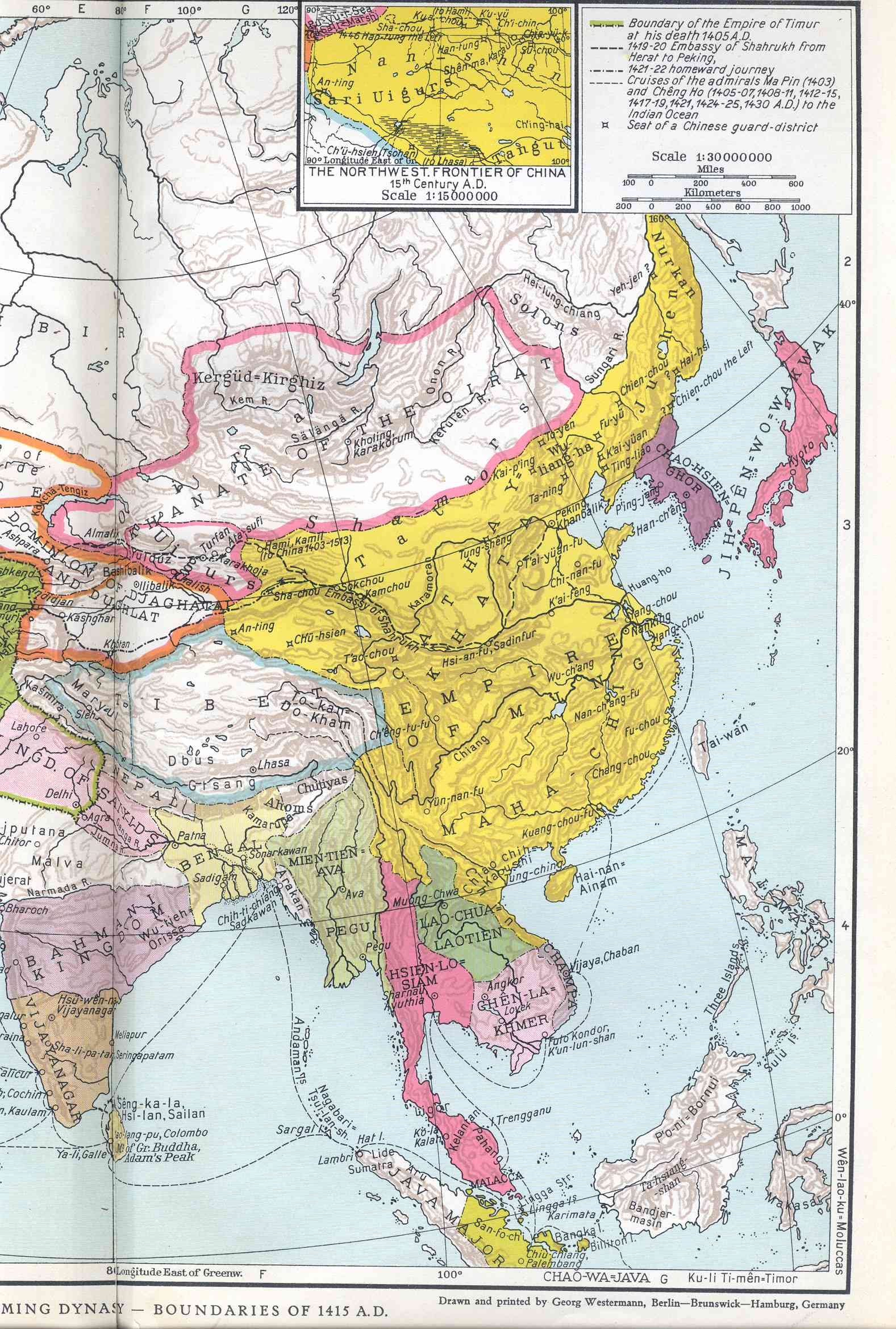
El Imperio Ming (sin estados vasallos) durante el reinado de Yongle.

Ma He recibió en Pekín una amplia educación, incluyendo instrucción en las artes de la guerra y la diplomacia, y estudio de las obras de Confucio y Mencio, que no habría tenido en la capital imperial Nankín, ya que el emperador Hongwu no confiaba en los eunucos y creía que era mejor mantenerlos analfabetos.
Ma He pasó sus primeros años de vida como soldado en la frontera norte, participando a menudo en las campañas militares de Zhu Di contra los mongoles, y convirtiéndose en oficial. En 1387, Ma He acompañó al príncipe en la campaña de los Ming contra la horda mongola de los Urianjai, que terminó con la gran victoria en la batalla de Jinshan y la rendición del comandante mongol Naghachu.

### Carrera militar de Zheng He
Ma He, que como se ha indicado se había convertido en un consejero de confianza de Zhu Di, príncipe de Yan, le ayudó a convertirse en emperador Yongle.
En 1393 murió el príncipe heredero Zhu Biao, y su hijo Zhu Yunwen fue nombrado nuevo heredero según las estrictas reglas ancestrales imperiales. Antes de la muerte del emperador Hongwu, murieron el Príncipe de Qin y el Príncipe de Yin, lo que dejó a Zhu Di como el hijo mayor sobreviviente del emperador Hongwu, que había tenido 26 hijos. Al morir el emperador Hongwu en 1398, accedió al trono imperial Zhu Yunwen, que tomó el nombre de Emperador Jianwen. Ese año emitió una política conocida como ‘’xuēfān’’ (en chino, 削藩), o ‘’reducción de los feudatario’’, que buscaba reducir el poder y las fuerzas militares de los Príncipes, sus tíos. En agosto de 1399, Zhu Di se rebeló abiertamente contra su sobrino, comenzando la llamada rebelión Jignan. Ese año, Ma He defendió con éxito el embalse de la ciudad de Beijing, Zhenglunba, contra los ejércitos imperiales.
En enero de 1402, cuando Zhu Di comenzó la campaña para capturar la capital imperial, Nankín, Ma He era uno de sus comandantes más fiables. Los ejércitos de Zhu Di, tras derrotar a los ejércitos imperiales,  marcharon hacia Nankín el 13 de julio de 1402. Tras ascender al trono el 17 de julio como Emperador Yongle, Zhu Di promovió a Ma He como Gran Director (太監, tàijiān) de los Sirvientes del Palacio (内宫監). Durante el Año Nuevo Chino, el 11 de febrero de 1404, el emperador Yongle confirió el apellido “Zheng” a Ma He por haberse distinguido en la batalla de Zhenglunba contra las tropas imperiales, durante el asedio de Beijing de 1399, y por sus servicios durante la captura de Nankín en 1402.
En la nueva administración, Zheng He sirvió además como Almirante Jefe durante los siete viajes por mar que realizó en nombre del emperador para promover el comercio y recaudar tributos en el Pacífico Oriental y el océano Índico.
En 1424, Zheng He viajó a Palembang en Sumatra en misión oficial. Cuando volvió, descubrió que el emperador Yongle había muerto durante su ausencia el 12 de agosto, y que había sido reemplazado el 7 de septiembre por Zhu Gaozhi, heredero al trono, que tomó el nombre de emperador Hongxi y que reinó menos de un año.  Hongxi puso fin a la empresa de nuevos viajes del tesoro, pero el 24 de febrero de 1425, nombró a Zheng He como defensor de Nankín, manteniendo su mando sobre la flota del tesoro para la defensa de la ciudad.
El 25 de marzo de 1428, el nuevo emperador Xuande, hijo de Hongxi, ordenó a Zheng He y a otros que se hicieran cargo de la reconstrucción y reparación del Gran Templo Bao’en Nankín, diseñado y construido durante el reinado del emperador Yongle, y cuyo trabajo se terminó en 1431. Dirigió los trabajos para la edificación de la Torre de Porcelana dentro de ese templo, considerada una de las “maravillas del mundo” de la edad clásica.
En 1430, el emperador Xuande ordenó a Zheng He comandar una séptima y última expedición al Océano Índico, durante la que Zheng He murió en 1433.
Zheng He no fue un Colón, un Magallanes o un Cook, no era explorador o conquistador. Esa no era su tarea y, de hecho, habría sido una locura enviar a trescientos barcos y a miles de hombres hacia lo desconocido. No era un navegante, sino un líder dotado de un enorme talento y un extraordinario almirante, el mejor que China y quizás la historia marítima haya conocido.

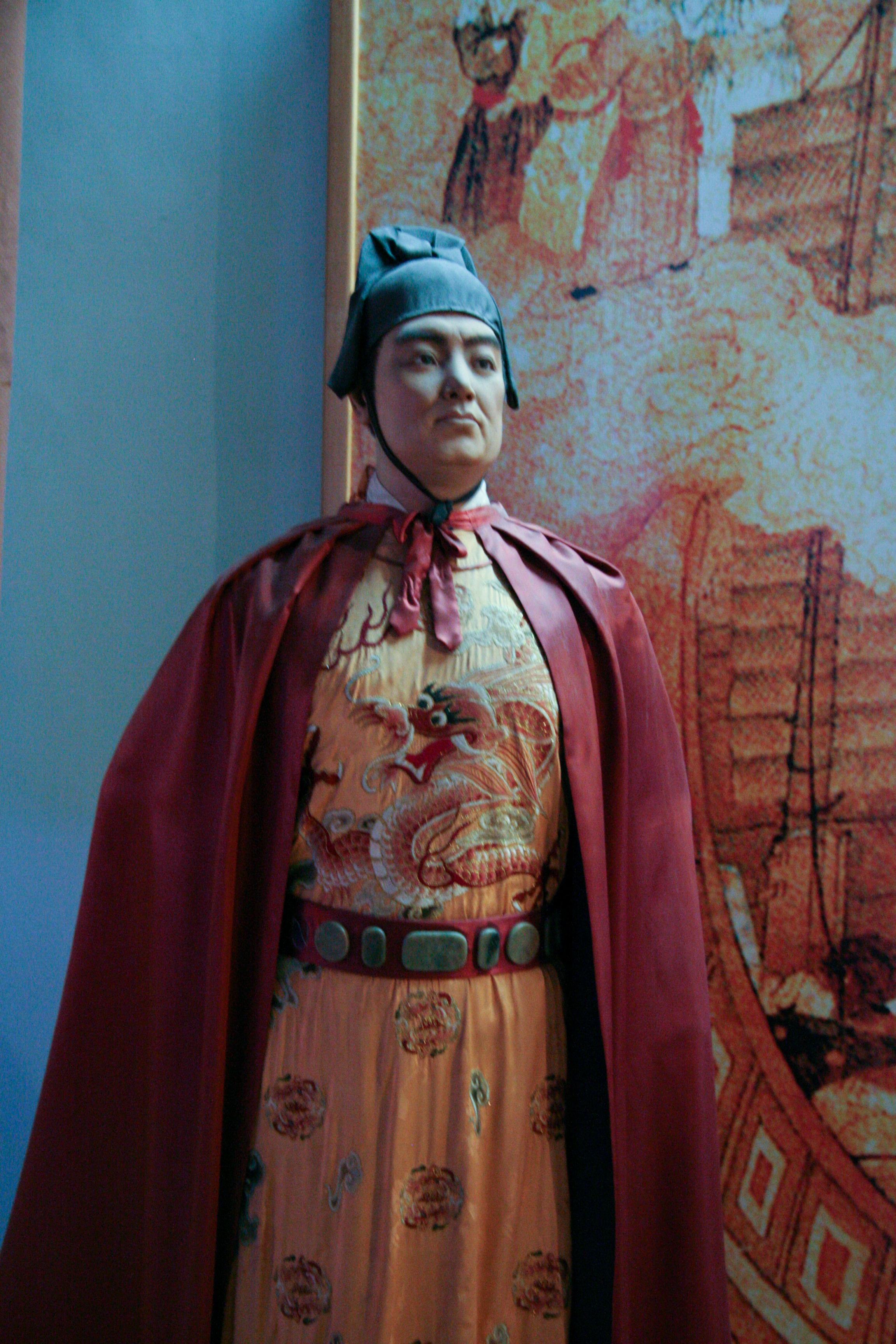
Estatua de cera de Zheng He en el Museo Marítimo de Quanzhou.

### Descripción física
Zheng He no parece haberse amoldado a la descripción habitual de los eunucos. Según lo describió su familia (de cuya objetividad se puede dudar), Zheng He tenía "siete pies de alto y un pecho de cinco pies de circunferencia" (cabe decir que el pie chino es más pequeño que el europeo) "Sus mejillas y frente estaban altas, pero su nariz era pequeña. Tenía ojos brillantes, dientes tan blancos con una forma tan perfecta como las celdas y una voz tan potente como una gran campana".
Otra fuente sobre su aspecto físico nos la da un oficial de la corte, cuando el emperador le encomienda capitanear la primera de sus expediciones de ultramar. Según este oficial, la piel de Zheng He era "dura como la piel de una naranja". La separación entre sus dos cejas, según la tradición china un predictor de la felicidad, era "estrecha", lo que sugería que conseguiría esta a través de su vida profesional. "Sus cejas eran como espadas y su frente ancha, como la de un tigre", signos ambos de carácter fuerte y aptitud para el mando. Su boca era "como el mar" y de ella emanaban las palabras con elocuencia. Sus ojos "tintineantes como la luz en un río rápido" evidenciaban su energía y vitalidad.

### Creencias
Parece que Zheng He aplicó el sincretismo en sus creencias al llegar a la edad adulta,  practicando por una parte el Islam y quizás intercediendo a favor de sus hermanos de fe, pues los musulmanes estaban mal vistos en los comienzos de la dinastía Ming debido a que cumplieron el papel de recaudadores de impuestos en la anterior dinastía Yuan mongol. Sin embargo se mostró muy respetuoso con las demás religiones con las que se encontró, sobre todo el budismo y el taoísmo, como se ve en la inscripción de Galle, y mostrando devoción a Tianfei, la diosa china del mar, según puede verse en las inscripciones de Liujiagang, y Changle, lo que refleja el papel central de la diosa en la flota del Tesoro.

### Descendencia
A destacar que como eunuco castrado antes de la pubertad, Zheng He no tuvo descendencia biológica. Sin embargo adoptó a Zheng Haozhao, el hijo de su hermano mayor que, aunque no pudo heredar los títulos de su padre adoptivo, si pudo hacerlo con las propiedades. Es por eso que hoy en día unos 250 musulmanes de las provincias de Yunnan y Jiangsu, y del área de Chiang Mai, se declaran descendientes de él.

## Las expediciones navales chinas
La atracción de los chinos por el dominio del mar apareció muy pronto en la historia, antes del primer milenio. Durante unos 300 años, los chinos extendieron su poder en el mar. Un extenso comercio marítimo se desarrolló para satisfacer el gusto de los chinos por las especias y la necesidad de materias primas. Los desarrollos tecnológicos en la construcción naval y en las artes de la navegación marítima alcanzaron un alto nivel con la dinastía Ming.

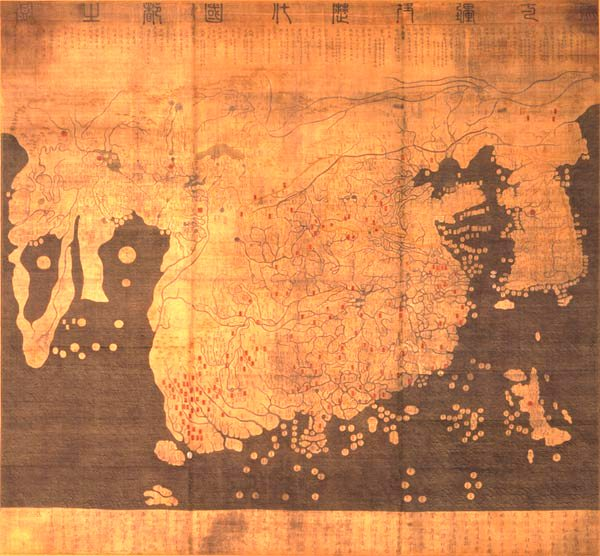
El mapa Kangnido (1402) es una muestra de los conocimientos geográficos de la cartografía china de la época. A la derecha de todo está Corea. China ocupa gran parte del mapa.

La dinastía Song (960-1279) construyó una armada bien equipada y en el siglo XII los chinos se convirtieron en una potencia naval verdaderamente formidable.  Los juncos chinos de varias velas contaban con timones fijos y compartimentos estancos, una innovación que permitía reparar en el mar los barcos parcialmente dañados, y usaban brújulas para navegar a través del Mar del Sur de China. Los barcos chinos zarpaban de puertos de la costa este de China cargados de bienes materiales como arroz, té y bronce, y bienes intelectuales como el sistema de escritura, la caligrafía, el confucionismo y el budismo, cruzaban el Mar de China Oriental hacia Japón o cruzaban el Estrecho de Malaca, llegando a arrebatar el control del comercio de las especias a los barcos árabes.
Los Song perdieron el control del norte de China en 1127, y con ello el acceso a la Ruta de la Seda y las riquezas de Persia y el mundo islámico. Establecieron una nueva capital al sur, en Hangzhou, un puerto estratégicamente situado en la desembocadura del río Qiantang. Su flota naval no pudo evitar la invasión del poderoso emperador mongol Kublai Kan, que conquistó China en 1279. Este decidió construir una fuerza naval verdaderamente temible. Se plantaron millones de árboles y se crearon nuevos astilleros. Su objetivo era controlar las vías marítimas desde Japón hasta el sudeste asiático. Con los mongoles el comercio marítimo floreció como nunca antes, pero en tierra no lograron estabilizar su forma de gobierno y ganar la lealtad de los pueblos conquistados. En el siglo XIV, el imperio se dividió en una serie de kanatos más pequeños, cada uno gobernado por un kan diferente. La anarquía resultante y la guerra en tierra alentaron a los comerciantes a utilizar las rutas marítimas, de tal manera que a finales del siglo XIV la mayor parte del comercio de larga distancia se realizaba por mar.
En 1368, tras décadas de rebeliones internas en China, la dinastía de los mongoles cayó y fue reemplazada por la dinastía Ming. Su primer emperador, Hongwu, decidió mantener a China como una potencia naval, aunque limitó el contacto en el extranjero a los embajadores navales que se encargaban de recoger el tributo de la larga lista de estados vasallos de China, tales como Brunéi, Camboya, Corea, Vietnam y Filipinas, asegurando así que las ganancias lucrativas no cayeran en manos privadas. Hongwu también decretó que ningún buque oceánico podría tener más de tres mástiles, un dictado punible con la muerte.

### Motivación de las expediciones navales de Yongle
Yongle mantuvo una política marítima restrictiva, prohibiendo el comercio privado mientras presionaba con fuerza por el control chino de los mares del sur y el Océano Índico. Para dominar las rutas comerciales que unían China con estos mares, el emperador decidió reunir una impresionante flota, cuyos barcos tendrían tantos mástiles como fuera necesario, y el hombre que eligió como su comandante fue Zheng He.
Zheng He no tenía ninguna experiencia en el mar, por lo que probablemente los viejos lobos de mar de los buques ya existentes le mirarían con condescendencia, como eunuco de la corte y favorito del emperador. Sin embargo, su personalidad y su método de trabajo, sin inmiscuirse en el trabajo de los expertos, y limitándose a supervisar la planificación general de las expediciones y organizándolas de la manera adecuada para asegurar su éxito, le ganó progresivamente la confianza de sus hombres.

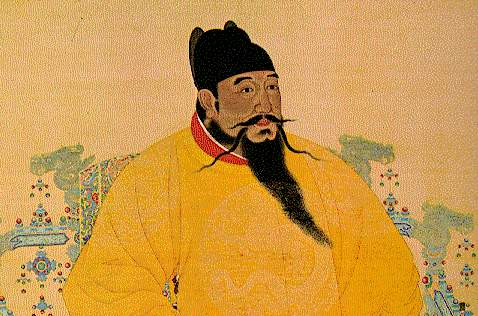
Zhu Di, Príncipe de Yan, convertido en el Emperador Yongle.

En mayo de 1403, Yongle ordenó a la provincia de Fujian la construcción de 137 buques, para lo cual ordenó duplicar el tamaño de los astilleros de Longjiang, cerca de Nankín. La ampliación abarcó varios kilómetros cuadrados a orillas del río Yangtsé, más allá del puente oriental de Nankín. Se construyeron siete inmensos diques secos, unidos al río por una serie de esclusas, cada uno de los cuales se podía subdividir para permitir la construcción de tres barcos simultáneamente. Tres meses después, varias provincias recibieron el encargo de producir 200 buques más. En octubre se dictó que 188 buques debían ser adaptados para la navegación en alta mar. En total, entre 1403 y 1407 se construyeron o remodelaron un total de 1681 naves de alta mar.
Los motivos que impulsaron a Yongle a emprender semejantes expediciones no están del todo claros. La política exterior china era bastante diferente de la de los europeos que llegarían al Océano Índico muchos años después. Los chinos preferían tratar de conseguir sus objetivos a través del comercio, la influencia y el soborno antes que por el conflicto abierto y la colonización directa. Por ello, algunos motivos de esas expediciones pudieron ser:
- Obligar a los estados más pequeños conectados con China a través del mar, a reconocer la supremacía política del Imperio Chino, como centro del mundo y poder dominante del este asiático.  Los barcos chinos volvieron con muchos diplomáticos que se declararon vasallos y tributarios de China, lo que a veces era una simple formalidad, aunque era un gesto muy importante para el renovado esplendor del Imperio Celestial.[39]
- Consolidar y extender el comercio marítimo de especias y joyas con esos países, como fuente de ingresos sin gravar a los campesinos, ya que la Ruta de la Seda terrestre estaba bloqueada por las conquistas de Tamerlán,[52] haciendo que los viajes marítimos fueran más seguros a través de la eliminación de la piratería que amenazaba el tráfico comercial.[39]
- Las expediciones tuvieron un marcado talante diplomático, además de un carácter de exploración, cartografía y protocientífico,[53] entre otros la búsqueda de animales y plantas exóticas con fines medicinales.[54]
- Puede que Yongle buscase cierta legitimidad internacional para su posición como emperador, tras tres años de guerra civil.[55] Si el anterior emperador Jianwen no había muerto, otro objetivo de los viajes pudo ser descubrir su paradero, asegurarse de que no provocara una rebelión para recuperar el trono, y dejar claro quién era el verdadero dueño de China.[56]
- El posible carácter megalomaníaco del emperador pudo unirse a su oposición al aislacionismo predicado por los confucionistas y practicado por sus predecesores, y al deseo de continuar la tradición de construcción de flotas marítimas de la dinastía Song.[57]

Tradicionalmente, la presentación del tributo a los emperadores chinos por parte de otros estados más pequeños en el sudeste asiático, se hacía para evitar la invasión, para lograr una promesa teórica de protección en caso de invasión por un tercer país, o para comerciar en China por parte de la misión diplomática que traía el tributo. Los chinos veían este tributo como la confirmación de que su emperador era de hecho el Hijo del Cielo y el gobernante más poderoso de la tierra, y alimentaba la vanidad china de que su propia cultura era superior a todas las demás. Este sistema caducó durante la dinastía mongola Yuan (1276-1368), pero Yongle quería revivirlo y que los embajadores extranjeros se postraran en la Ciudad Prohibida y ofrecieran un hermosa muestra de las riquezas de su país.

### La flota del Tesoro
Los barcos chinos siempre habían destacado por su tamaño. A finales del siglo XIII, el explorador Marco Polo (1254-1324) describió sus impresionantes dimensiones: entre cuatro y seis mástiles, una tripulación de hasta 300 marineros, 60 camarotes y una cubierta para los comerciantes. Los barcos chinos de cinco mástiles se muestran en el “Atlas Catalán” del siglo XIV de la isla de Mallorca. También el explorador marroquí musulmán Ibn Battuta (1304-1368) de Tánger, a mediados del siglo XIV, nos habló de estos grandes barcos, que podían transportar hasta 1000 personas.

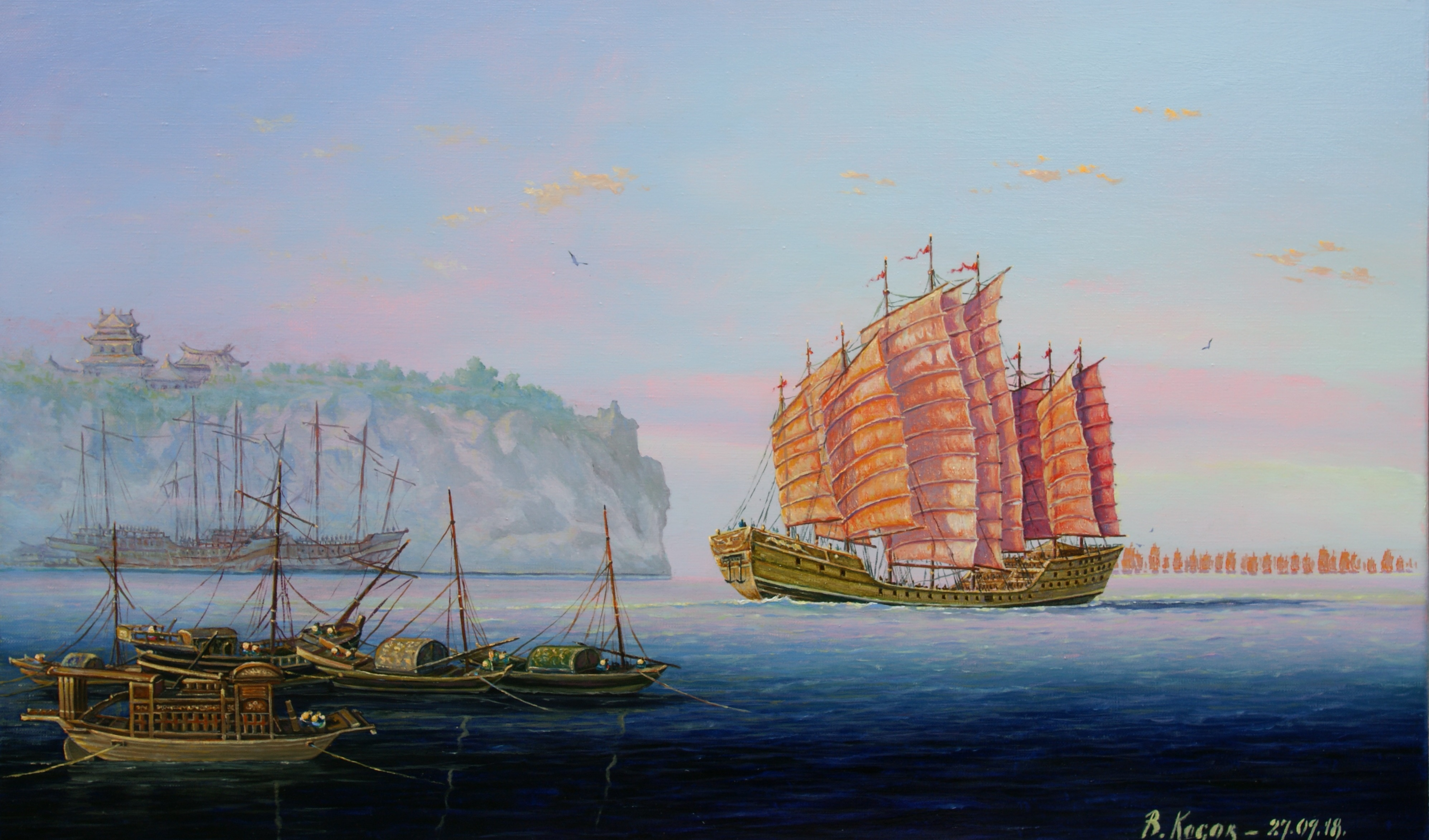
Barco del tesoro: (Bao suchuan) Zheng He

El emperador Yongle ordenó a todos los astilleros costeros construir los buques de su primera flota. Para ello se puso a trabajar a decenas de miles de carpinteros, veleros y constructores de las provincias meridionales de los alrededores de los astilleros. Esto produjo la reducción de la cobertura forestal del sur de la China a la mitad. Según el profesor Xin Yuan’ou de la Universidad Jiao Tong de Shanghái, estos astilleros participaron en el ensamblaje de cascos similares a los buques de transporte de arroz de poco calado, mientras que el astillero Longjiang, cerca de Nankín, llegó a dominar la tecnología para modificarlos en forma de cuña como los buques occidentales, aunque no se sabe cómo adquirieron dicha tecnología. Los cascos de otros astilleros fueron transportados a Longjiang para su acabado.
En 1405 se habían construido unos 1.180 barcos de varios tipos, según el relato de Chang Kuei-sheng, y Zheng He fue designado por el emperador Yongle para dirigir una flota con muchos más barcos y de mayor tamaño que las europeas de la época, con hasta 30.000 personas, para atraer a nuevos estados tributarios a la esfera de influencia china. El número de barcos variaba de una expedición a otra, pero no así el número de personas, por lo que la diferencia tuvo que estar en el tamaño de las naves.  La Flota del Tesoro se organizaba en escuadras, que a veces viajaban por separado. 
Los siete tipos de naves de estas expediciones eran, de menor a mayor:
- Patrullera (Zuò Chuán). Era un buque de combate de ocho pares de remos y hasta 36 metros de largo.
- Barcos de guerra (Fuchuán), de cinco mástiles y 50 metros de largo.
- Transportes de tropas (Bing Chuán). Eran buques de seis mástiles, 66 metros de largo y 25 de ancho, que llevaban consigo a miles de soldados, para poder luchar y mostrar el poder del emperador.
- Buques cisterna (Shui Chuán), con suministro de agua fresca para un mes.
- Cargueros (Liáng Chuán). Eran buques de siete mástiles, 77 metros de largo y 35 de ancho, que transportaban los víveres para la tropa.
- Barcos equinos (Machuán). Eran buques de ocho mástiles, 102 metros de largo y 41 de ancho, que se usaban para transportar caballos, suministros para la tropa y otros bienes, y permitían mantener relaciones diplomáticas a través del intercambio de regalos o tributos.
- Barco del tesoro (Baochuán). Eran los buques más grandes de la Flota, con nueve mástiles para grandes velas de seda roja, utilizados por el almirante de la flota y sus ayudantes. No se sabe exactamente cuántos barcos del tesoro se construyeron ni cuántos iban en cada flota. Durante el reinado de Yongle hubo unos 300 barcos del tesoro y 62 fueron del tamaño más grande. Su tamaño más grande es objeto de debate, ya que no se ha conservado ninguno. Se estima que tenían 127 metros de largo y 52 metros de ancho, con 4 cubiertas.

Respecto al tamaño del Baochuán, existe mucha controversia ya que es difícil creer que fuesen tan grandes. En  las descripciones de los propios constructores se utilizan unas medidas desconocidas (44 zhang y 4 chi de longitud, 18 zhang de ancho). Algunos creen que las medidas anteriores en zhang y chi corresponden al sistema métrico de Fujian, lo que daría un tamaño de 119-124 metros de largo y 49-51 de ancho. En la novela de aventuras de Luo Maodeng, Romance del eunuco de las tres joyas (1597), el autor describe que los barcos tenían nueve mástiles, y medían 140 metros de largo y 55 de ancho. Otros expertos creen que los buques probablemente tenían cinco o seis mástiles, y medían 75 a 90 metros de largo.

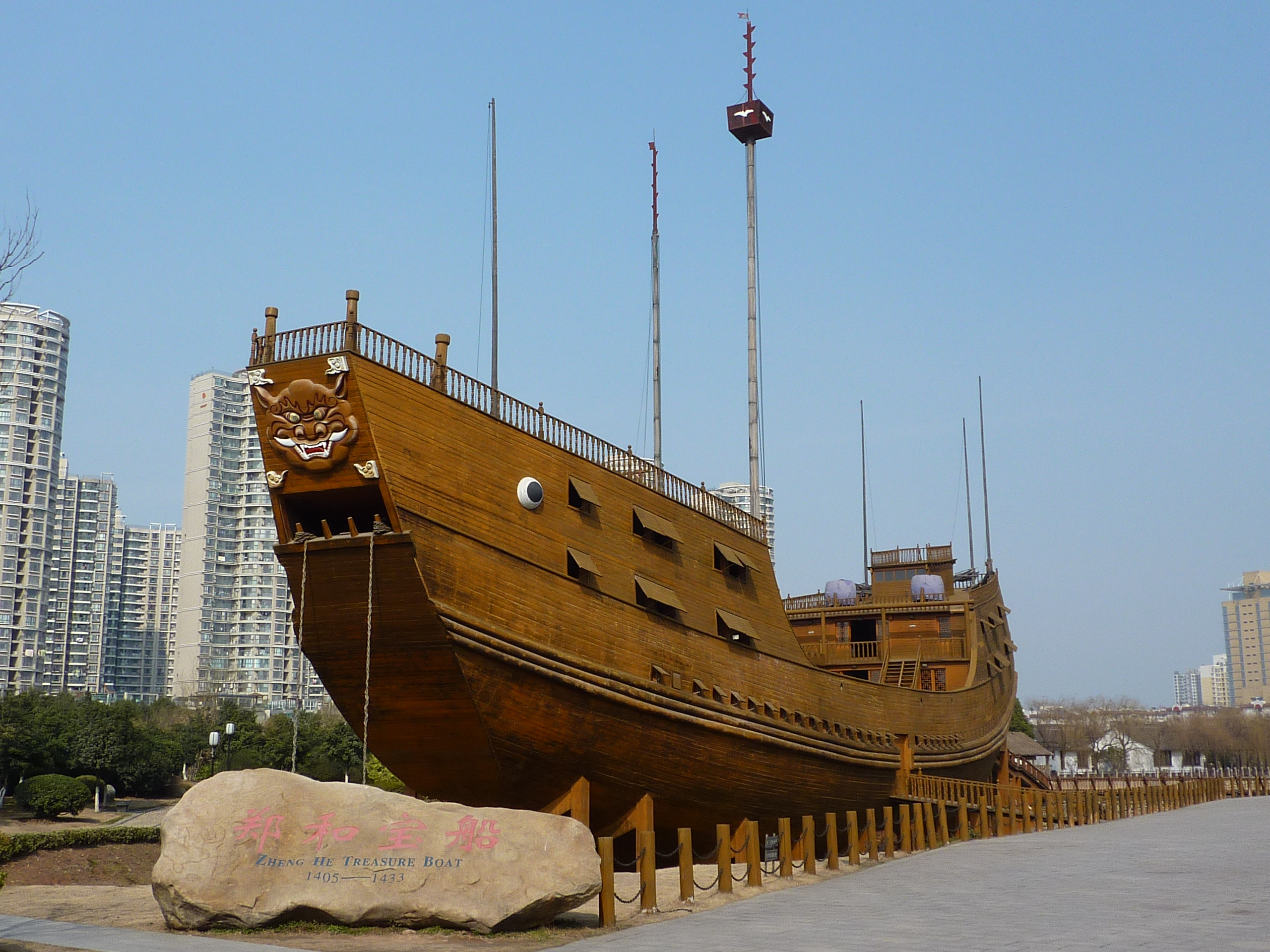
Modelo estacionario de un barco del tesoro "de tamaño medio" (63.25 m de largo) en el Astillero de Barcos del Tesoro de Nanjing. Construido en 2005 con planchas de hormigón y madera

Algunos autores e historiadores consideran que con ese tamaño los barcos serían ingobernables en alta mar, y que no deberían sobrepasar el tamaño de los barcos Fuchuán, es decir de unos 50 a 60 metros de largo. Generalmente, al menos en Europa, los navíos de exploración eran más pequeños y manejables, como por ejemplo la Santa María de Cristóbal Colón, construida 70 años más tarde, que medía 30 metros de largo y ocho metros de ancho. Pero “incluso si tomamos las estimaciones más pequeñas, son el doble de lo que los europeos solían navegar alrededor del mundo”, según Travis Shutz, historiador de la China marítima en SUNY Binghamtom.
Una posible explicación para el tamaño aparentemente ineficiente de estos colosales barcos podría ser que fueran utilizados solo por el emperador y los burócratas imperiales para viajar a lo largo del río Yangtsé, de aguas más tranquilas y navegable para estos barcos del tesoro, para asuntos judiciales y la revisión de la flota de expedición de Zheng He. Este, un eunuco de la corte, no habría tenido el privilegio de comandar estos barcos, y habría utilizado los otros tipos para sus expediciones.
De todas formas, en 1962 se encontró una caña de timón en la orilla del río Yangtsé con un poste de dirección de 11 metros de largo y 38 cm de diámetro, del que se podría deducir una eslora de hasta 164-183 metros en algunos barcos, y fechado aproximadamente hace 600 años.
El tamaño de las atarazanas chinas de Longjiang descubiertas en 2005 sería suficiente, ya que tenían entre 27 y 37 metros de ancho, y dos de ellas alcanzaban los 64 metros, mientras que su longitud superaba los 450 metros de largo. Los hallazgos de Longjiang indican que los barcos se construyeron en diques secos utilizando madera dura tropical de Indonesia y que estaban cubiertos con fibras de palma y un tipo de revestimiento para mantener la navegabilidad de un casco de proporciones tan grandes. Una gran quilla, una gran cantidad de lastre y el uso de anclas flotantes en sus costados les daban la estabilidad transversal necesaria para navegar. Su timón compensado podía ser levantado o bajado, aumentando también la estabilidad al funcionar como una quilla extra. A popa, dos anclas de hierro de 2,5 metros y unos 500 kilos de peso cada una eran utilizadas para fondear en mar abierto. La proa de cada gran barco estaba decorada con ojos de serpiente muy abiertos, y aunque no eran buques de guerra, portaban 24 cañones de bronce con un alcance máximo de 250 metros, para subrayar el poder imperial.
Los Baochuán contaban con dieciséis compartimentos estancos interiores, de los que se podían inundar dos de ellos sin que el barco se hundiera. Algunos compartimentos interiores se podían inundar parcialmente para albergar las nutrias adiestradas que se utilizaban para pescar, o ser utilizados por los buzos para entrar o salir del mar. La cabina del capitán estaba en la popa del buque. Debajo se hallaban dieciséis camarotes destinados a los embajadores extranjeros y otros para los embajadores chinos de los países a visitar. Los alojamientos de la tripulación se hallaban en las cubiertas inferiores.
Los barcos transportaban alimentos y artículos de lujo chinos (seda, té, pergaminos pintados, objetos de oro y plata, textiles, productos tallados y manufacturados, y porcelana fina) con los que atraer a los gobernantes extranjeros para que mostraran su aprecio enviando a China sus propias riquezas como tributo. También había espacio para el personal de las expediciones, entre 20.000 y 32.000, lo que suponía un verdadero ejército itinerante. Este incluía diplomáticos, exploradores, oficiales médicos, astrólogos, traductores a todos los idiomas del Asia oriental, tripulaciones de barcos y personal militar que, junto con cañones, bombas y cohetes, aseguraron que la expedición pudiera defenderse dondequiera se aventurara.
Los barcos del tesoro regresaban a China con toda clase de artículos exóticos: saliva de dragón (ámbar gris), incienso y ámbar dorado, además de leones, leopardos salpicados de oro y pájaros-camello (avestruces) de África; vestidos dorados de Calicut, en el sudoeste de la India, tachonados de perlas y piedras preciosas; elefantes, loros, sándalo, pavos reales, madera dura, estaño y cardamomo de Siam.

### Navegación
Muchos de los buques construidos estaban equipados con timones de popa y compartimentos estancos, innovación de ingeniería existente desde los primeros años de la navegación marítima china, que permitía aumentar la cantidad de agua fresca en viajes largos, y agregaba lastre, equilibrio y estabilidad para dichos viajes. Para la navegación se utilizaba ya la brújula magnética, inventada en China en el siglo XI, cartas y mapas de papel. Varitas de incienso marcadas servían como relojes. Cada día constaba de 10 relojes de 2,4 horas cada uno. La latitud geográfica se determinaba midiendo la altura astronómica de la Estrella Polar en el hemisferio norte, y la Cruz del Sur en el hemisferio sur.

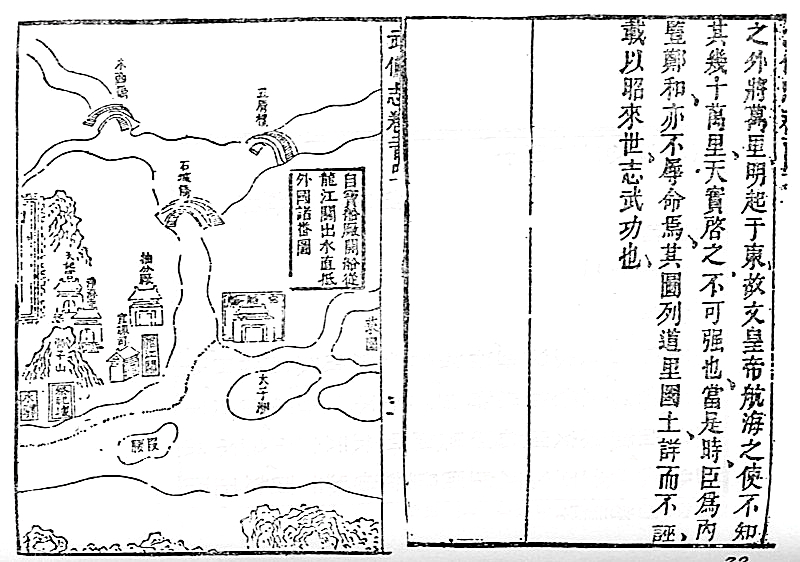
Un fragmento del mapa de Mao Kun (impreso en el Wubei Zhi, de finales de la dinastía Ming), que fue utilizado como carta de navegación.

Las cartas de navegación de Zheng He, el llamado mapa de Mao Kun, fueron publicadas en un libro titulado Wubei Zhi (Un Tratado sobre Tecnología del Armamento), escrito en 1621 y publicado en 1628, pero que se remonta a Zheng He y viajes anteriores. Originalmente era un mapa de tiras de 20,5 cm x 560 cm que se podía enrollar, pero se dividió en 40 páginas que varían en escala desde 1,71 km/cm en el área de Nankín, hasta 52,60 km/cm en partes de la costa africana. La investigación de los folios 19V a 20R del mapa de Mao Kun sugiere que se compone de cuatro mapas: Ceilán, el sur de la India, las Maldivas y la costa de África oriental, hasta 6 grados al sur del ecuador. Cada mapa se coloca en una orientación diferente para adaptarse a las corrientes oceánicas y los vientos requeridos de una carta de navegación, en lugar de un mapa formal. El análisis también sugiere que pilotos de habla árabe con un conocimiento detallado de la costa africana participaron en la cartografía.
En el mapa de Mao Kun, las instrucciones de navegación se dan utilizando un sistema de brújula de 24 puntos con un símbolo chino para cada punto, junto con un tiempo o distancia de navegación, que tiene en cuenta las corrientes y vientos locales. A veces también se proporcionan sondeos de profundidad. También muestra bahías, estuarios, cabos e islas, puertos y montañas a lo largo de la costa, hitos importantes como pagodas y templos, y rocas en bancos de arena. De los 300 lugares nombrados fuera de China, más del 80% pueden ubicarse con confianza. También hay cincuenta observaciones de altitud estelar.
En la ruta marítima de la seda entre China y Occidente, el viento gobernaba las embarcaciones y marcaba el rumbo de los viajes en aquella época. El monzón del noroeste que sopla en noviembre y diciembre, empujaba a los barcos a lo largo de la costa de China hasta Vietnam, Borneo y la Malasia peninsular, para finalizar en las islas indonesias de Java y Sumatra. Allí normalmente, tenían que esperar otros cinco meses hasta que el viento monzón del sureste arrastrara a sus barcos hacia el estrecho de Malaca, en dirección a Sri Lanka y la India. Cuando cambiaban de nuevo, los vientos solían arrastrar a los barcos hacia la península arábiga, hasta la costa suajili de África – Somalia, Kenia y Tanzania- donde los árabes, los indios y los chinos habían establecido un acuerdo comercial próspero y floreciente.

## Los viajes de Zheng He

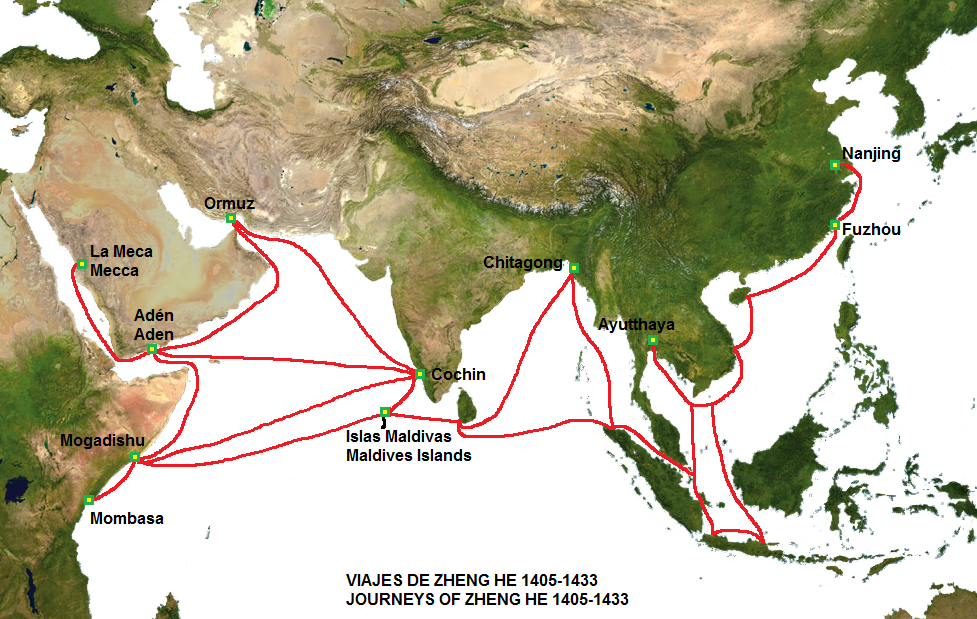
Las rutas de los viajes de Zheng He

Existen testimonios que hablan de viajes hasta la península arábiga en tiempos de la dinastía Han, durante el primer milenio. Durante la dinastía Song, los chinos llegaron hasta la India, el Golfo Pérsico y África. Con la dinastía mongola Yuan en el siglo XIV, se amplió el conocimiento chino del mundo como se ve en los mapas que antes solo mostraban China y sus mares circundantes, y ahora se extendieron más al sudoeste, con representaciones más precisas de Arabia y África,  circulando sus cartas marinas entre los marinos árabes y venecianos. Entre 1405 y 1433, el gobierno Ming patrocinó expediciones navales para establecer una presencia china e imponer el control imperial sobre el comercio del océano Índico, impresionar a los pueblos extranjeros de esa región y extender el sistema tributario del imperio, sin buscar una expansión territorial en ultramar.
El número de sus viajes varía dependiendo del método de división, pero generalmente se considera que navegó y exploró siete veces "el océano occidental". Sus escuadras resultan impresionantes si se comparan con sus contemporáneas europeas: alrededor de 30 000 hombres y un número variable de naves, entre cuarenta y más de trescientas. Según la leyenda, sus barcos más grandes llevaban cientos de marineros en cuatro cubiertas, y eran casi el doble de largos que cualquier barco de madera jamás registrado, lo que demostraba la excelencia china en la construcción naval y en la navegación. Según el escritor Gavin Menzies, comandante retirado de la Marina Real británica, y autor del libro 1421: El año en que China descubrió el mundo, Zheng He habría llegado a las costas de América unos sesenta años antes que Colón y habría dado la vuelta al mundo un siglo antes que Magallanes, aunque su teoría ha sido refutada por múltiples expertos. Sus expediciones, aunque no diese la vuelta al mundo, eclipsaron a las de Colón, Vasco de Gama o Marco Polo.
Aunque Zheng He nunca había pisado la cubierta de un barco, fue nombrado almirante de la enorme tropa y las fuerzas armadas de estas expediciones. Los preparativos fueron exhaustivos y de gran alcance, incluido el uso de tantos lingüistas, que se estableció un instituto de idiomas extranjeros en Nankín.
Las flotas de Zheng He visitaron las costas del sudeste asiático (sobre todo Java y Sumatra), Brunéi, Tailandia, India, y numerosas islas del océano Índico (sobre todo Sri Lanka), el Cuerno de África y Arabia, remontó el Mar Rojo hasta Egipto, y descendió las costas africanas hasta Mozambique. Estos viajes debían ser el preludio de una expansión comercial china en todas estas regiones. Zheng He presentaba regalos de oro, plata, porcelana y seda, así como herramientas (hachas, lavabos de cobre,…), telas (abanicos, paraguas, terciopelo,…) y alimentos (lichis, pasas,…), y a cambio recolectaba artículos de “tributo” de varios estados que incluían especias y productos aromáticos, coral, vidrio, marfil, sándalo y otras maderas exóticas, así como especies exóticas de aves y animales, incluida incluso una jirafa. Por ejemplo, Zheng He visitó los famosos mercados de pimienta de la costa de Malabar, y la especia inundó China tan rápidamente tras esa visita, que la pimienta pasó de ser un lujo de primer nivel a un aditivo cotidiano.
Aunque la flota de Zheng He no tenía precedentes, las rutas no eran nuevas ya que siguió rutas comerciales bien establecidas entre China y la península arábiga, utilizadas al menos desde la dinastía Han.
Los primeros tres viajes de Zheng He (entre 1405 y 1411) siguieron esas rutas comerciales por el sudeste asiático, navegando por la costa de Vietnam, deteniéndose en Sumatra y Java, y luego a través del archipiélago malayo y a través del estrecho de Malaca, cruzando el océano Índico oriental para llegar a la India y Sri Lanka. La cuarta expedición llegó a Ormuz en el Golfo Pérsico, y los viajes finales se expandieron hacia el oeste, entrando en las aguas del Mar Rojo, luego navegando hasta Kenia, y tal vez aún más lejos. Una leyenda en una copia del mapamundi de Fra Mauro, implica que los barcos chinos rodearon el Cabo de Buena Esperanza en 1420, antes de verse obligados a retroceder por falta de viento.
Al llegar a un nuevo destino, Zheng He encabezaba una delegación al gobernante local a quien presentaba mensajes de buena voluntad y expresaba las intenciones pacíficas de China hacia ellos. Luego les entregaba una gran cantidad de regalos e invitaba al gobernante a venir en persona o enviar un embajador a la corte del emperador Yongle. Muchos gobernantes aceptaron la oferta y sus delegados fueron acomodados en los barcos de Zheng He para ser llevados a China en el viaje de regreso.
Zheng He utilizó tanto la diplomacia como el uso de la fuerza para alcanzar sus objetivos. Entre sus éxitos diplomáticos se cuenta la resolución de una disputa local en Java en 1408 o el establecimiento de relaciones diplomáticas con el sultán de Malindi (en el actual Kenia) en 1414. Respecto al uso de la fuerza, Zheng He acosó a la mayoría de los posibles enemigos hasta conseguir su sumisión, como por ejemplo con el rey Alakeshvara del Reino de Kotte (actual Sri Lanka), que intentó saquear los barcos chinos, por lo que Zheng He le capturó y lo llevó de regreso a la corte imperial china, de donde no fue liberado hasta que prometió pagar tributos regulares; además reprimió despiadadamente a los piratas que infestaban las aguas chinas y el sudeste asiático, y puso fin a los ataques del pirata Chen Zuyi en el estrecho de Malaca, que une el océano Índico con el mar de la China Meridional. Todas estas acciones fortalecieron la opinión de que China era la principal potencia en la región y su mayor fuente de estabilidad.
La mayor parte de las informaciones de estos viajes fueron registradas por tres cronistas, siendo el más fiable el cronista Ma Huan, compañero de camino del almirante Zheng He, de origen humilde convertido al Islam de joven y que había estudiado árabe y persa, y que le acompañó en los viajes cuarto, sexto y séptimo, y que anotó minuciosamente elementos concernientes a la geografía, las leyes, la política, las condiciones climáticas, el medio ambiente, la economía y las costumbres locales.
| Número de viaje | Fechas del viaje                       | Número de participantes | Lugares visitados |
| --------------- | -------------------------------------- | ----------------------- | --- |
| 1               | Invierno de 1405 - octubre de 1407     | Más de 27.800           | Champa, Malaca, Java, Siam, Sumatra, Calicut (India), Sri Lanka                                                             |
| 2               | Invierno de 1407 - fin del verano 1409 | ¿?                      | Champa, Malaca, Java, Siam, Sumatra, Cochín y Calicut (India)                                                               |
| 3               | Enero de 1410 - julio de 1411          | Más de 27.000           | Champa, Singapur, Malaca, Java, Siam, Sumatra, Cochín y Calicut, Sri Lanka                                                  |
| 4               | Invierno de 1413 - agosto de 1415      | 28.560                  | Champa, Java, Sumatra, Malasia, Maldivas, Ormuz (Irán), Bengala, Dhofar, Adén, Mogadiscio, Malindi (Kenia), Brava (Somalia) |
| 5               | Invierno de 1417 – agosto de 1419      | 27.411                  | Champa, Java, Sumatra, Malaca, Maldivas, Sri Lanka, Cochín y Calicut, Ormuz, Adén, Mogadiscio, Brava, Malindi               |
| 6               | Primavera de 1421 - septiembre de 1422 | ¿?                      | Champa, Ormuz, Adén, Dhofar, Mogadiscio, Brava, Malindi                                                                     |
| 7               | Enero de 1432 – agosto de 1433         | 27,550                  | Champa, Java, Sumatra, Malaca, Sri Lanka, Calicut, Dhofar, Yeda, La Meca, Kenia, Mozambique                                 |

Casi un siglo antes de que Vasco de Gama o Colón hicieran sus viajes que inauguraron la era del colonialismo europeo, Zheng He pasó tres décadas surcando las aguas del Océano Índico y hasta la costa este de África, estableciendo relaciones diplomáticas que remodelarían la vida asiática, y expandiendo los límites de lo que los humanos podían hacer en el mar con el tamaño, complejidad y capacidad de sus barcos.

### Primer viaje (1405-1407)
Yongle dio la orden de hacerse a la mar el 11 de julio de 1405, pero los barcos tuvieron que esperar hasta la llegada de los vientos favorables, el monzón del noreste, a finales de otoño.
La primera expedición zarpó en otoño de 1405 desde Suzhou con 317 barcos, incluyendo 62 barcos del tesoro, y con unos 27.800 tripulantes. El objetivo inicial era llegar hasta Calicut en la India, para comprar pimienta a cambio de sedas y porcelanas. 
Recalaron en la desembocadura del río Min, en Fujian, para efectuar reparaciones tras una fuerte tormenta. Tras diez días de navegación, llegaron a Xinzhou, la actual Qui Nhon, en el rico reino hinduista de Champa, al sur del actual Vietnam. Luego llegaron a las costas de Camboya y entraron en el golfo de Siam, que circunnavegaron hasta la península malaya.
Cargados de ébano, colmillos de elefante, cuernos de rinoceronte, bambú negro y de una madera  especial perfumada de aloe, los juncos llegaron al estrecho de Malaca, frente a la isla de Sumatra, donde encontraron algunas colonias de mercaderes chinos. Tras visitar Java y sortear a los múltiples piratas del Estrecho de Malaca, se dirigieron al oeste a través del océano Índico, se detuvieron en las islas Nicobar  y lograron llegar a la isla de Sri Lanka.
El rey de Sri Lanka dispensó una fría acogida a los visitantes chinos,  por lo que estos volvieron al mar y se dirigieron al gran centro comercial de Calicut, ciudad en la costa oeste de la India, en el estado actual de Kerala, cuyo gobernante la había declarado puerto libre, y que causó buena impresión en los chinos. Allí permanecieron varios meses practicando diplomacia y comercio, desde diciembre de 1406 hasta abril de 1407, esperando a que soplaran los monzones favorables.
A continuación, Zheng He ordenó a la flota regresar a China, llevando consigo la enorme cantidad de productos exóticos y los numerosos enviados de varios reinos asiáticos para ofrecer regalos y tributo al Hijo del Cielo. Al pasar por el Estrecho de Malaca, la flota del tesoro fue atacada por una armada del pirata chino, Chen Zuyi, que controlaba esas aguas y el reino de Palembang en Sumatra. En la llamada batalla de Palembang, Zheng He logró destruir la flota pirata y matar a sus cinco mil hombres, al tiempo que capturó a Chen y sus lugartenientes, que fueron enviados a Nankín, donde fueron decapitados públicamente y puso en el trono a Shi Jinqing como Superintendente de Pacificación de Palembang, un jefe pro-chino.

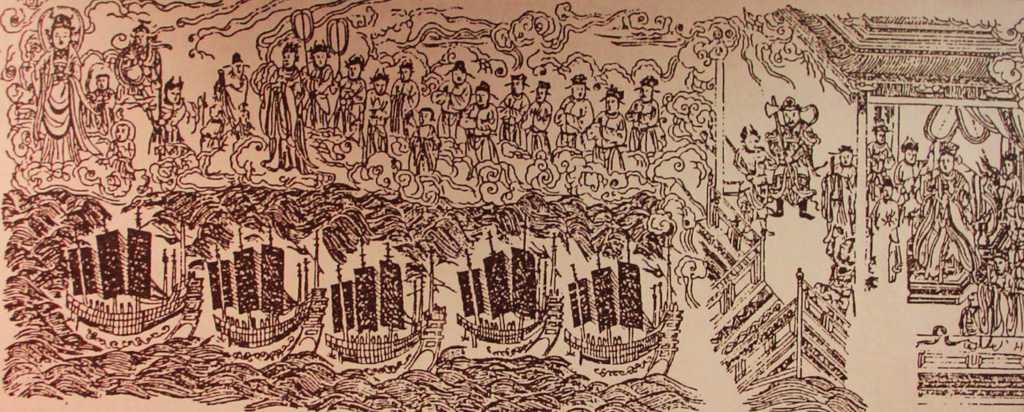
Los viajes de Zheng He hacia el Oeste en el libro "Tianfei Jing" de 1420

Ya de nuevo en el Mar del Sur de China, la flota se vio en medio de un tifón. La tripulación, espantada, solicitó ayuda a la diosa Tianfei. Apareció una “linterna mágica” en el mástil (probablemente un “Fuego de San Telmo”) y, poco después, el mar se calmó. Para Zheng He el fenómeno fue un milagro de la diosa, y desde entonces promovió su culto.
A la llegada de la flota el 2 de octubre de 1407, los enviados extranjeros de los reinos visitados, se presentaron ante la corte de los Ming para rendir homenaje y presentar sus tributos al emperador Yongle, que a su vez pidió a su Ministro de Ritos preparar regalos para los reyes extranjeros correspondientes.
Los resultados de este primer viaje fueron la toma de control del Estrecho de Malaca, la instalación de un gobernante amigo de China en Palembang, la recepción de embajadores de los países visitados, y la reapertura de una ruta marítima para los buques chinos al Océano Índico, ruta conocida desde las dinastías Han, Tang y Song, pero solo utilizada hasta ese momento por comerciantes privados.

### Segundo viaje (1407-1409)
Tras el retorno de la Flota, el emperador Yongle emitió un edicto en octubre de 1407 ordenando que se volviera a organizar otra expedición, cuyo objetivo principal era devolver a los embajadores extranjeros a sus lugares de origen.
Parece que este viaje se realizó sin Zheng He, que se quedó atrás para cumplir con dos tareas importantes: restaurar el templo de la diosa Tianfei en Meizhou,  que le había protegido tanto a él como a sus compañeros durante el largo y peligroso primer viaje, e inaugurar una escuela de intérpretes en Nankín, para llevar a cabo futuras expediciones. También dedicó mucho tiempo a debatir con el emperador de la misteriosa suerte de su predecesor, Jianwen, ya que esa era una de sus principales tareas en sus viajes, recabar información sobre la suerte que había corrido.
La expedición fue comandada por los lugartenientes de Zheng He, los eunucos Wang Joinghong y Hou Xian. El viaje comenzó a finales de 1407 o comienzos de 1408, y contaba con solo 249 barcos, ya que se consideró que no era necesario llevar tantos barcos de guerra. Se siguió básicamente el mismo recorrido que en el viaje anterior, visitando Champa, Siam y Java hasta Calicut, sin parar en Sri Lanka.
Las habilidades diplomáticas de los enviados de Zheng He se mostraron el intervenir en las disputas entre siameses y jémeres, llevando a cabo la “investidura” formal del nuevo Zamorin de Calicut “Mana Piehchialaman”, al que entregaron títulos y obsequios (brocados y sedas) en nombre del emperador chino. Una inscripción en Calicut sirvió para conmemorar esta investidura. Tras una estancia de unos cuatro meses, de diciembre de 1408 a abril de 1409, la expedición volvió a China.

### Tercer viaje (1409-1411)
La orden imperial para el tercer viaje se emitió entre enero y febrero de 1409, dirigida a Zheng He, Wang Jinghong y Hou Xian. El tercer viaje comenzó a finales de 1409 con 48 barcos y más de 27.000 tripulantes. A bordo viajaba el cronista Fei Xin, que también le acompañaría en el quinto y séptimo viaje.
Hicieron una breve parada en la isla Taiping, en el Mar de la China Meridional, continuaron hasta Champa, siguieron hasta Temasek (la actual Singapur), y posteriormente llegaron a Malaca. Los chinos deseaban mantener un equilibrio de poder entre Malaca, Siam y Java para garantizar la estabilidad de la región. Los chinos entregaron un nuevo sello al sultán Parameswara de Malaca (el anterior había sido robado por los siameses), que simbolizaba  el apoyo chino a la monarquía local frente a las reivindicaciones siamesas de soberanía sobre esa región.
Pasando por Samudera en el norte de Sumatra, llegaron después a Sri Lanka. La isla estaba dividida en diferentes facciones, con el reino de Jaffna en el norte, habitado por tamiles hindúes y el reino de Kotte en el sur, habitado por los cingaleses de religión budista, además de la población musulmana. La flota traía una lápida conmemorativa de piedra, fechada el 15 de febrero de 1409, con una inscripción en tres idiomas, chino, tamil y persa, describiendo las ofrendas hechas a Buda, Alá y Vishnu, y que querían erigir en Sri Lanka.
Zheng He llegó a Sri Lanka para establecer el control chino y garantizar la estabilidad de las rutas marítimas, pero se encontró con la oposición del rey Alakeshvara del reino de Kotte (en el sur de Sri Lanka), que rehusó aceptar la soberanía china de la isla y erigir la lápida conmemorativa. Además, exigió a Zheng He que se le entregaran presentes de oro y plata, y al negárseles, atacó la flota del almirante. Los chinos se vieron obligados a embarcarse y navegar rumbo a la India –a Quilon, Cochin y Calicut- para seguir comerciando, antes de volver en busca de venganza.

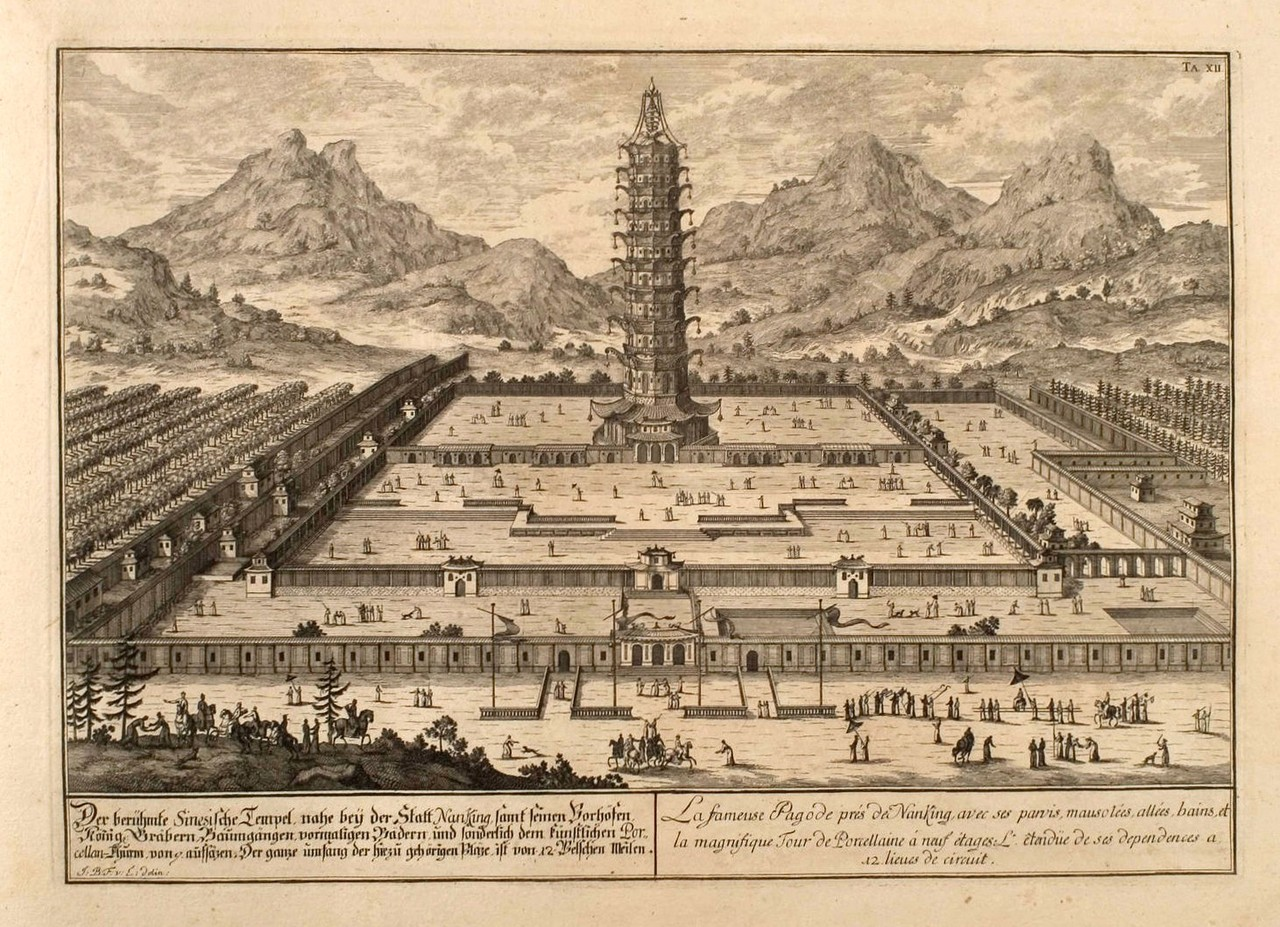
La Torre de porcelana de Nankín, construida tras la tercera expedición de Zheng He con el dinero obtenido gracias al comercio.

En el viaje de retorno, Zheng He llegó a Sri Lanka con el firme propósito de deponer al rey Alakeshvara. Los chinos se mostraron desdeñosos y despreciativos hacia los cingaleses, a los que consideraban rudos, irrespetuosos y hostiles. Zheng He se internó en el territorio de Kotte con 2.000 guerreros selectos, atraídos por una trampa tejida por Alakeshvara, que les aisló de su flota a la que planeaba atacar. Zheng He en respuesta, asedió y se apoderó de Kotte, capturando a Alakeshvara, su familia y sus principales oficiales. El ejército cingalés, con unos 50.000 hombres, volvió y rodeó la capital, pero fueron repetidamente derrotados por el ejército chino, superior en armas y estrategia. El rey de Kotte y su familia fueron llevados presos a Nankín. La lápida conmemorativa trilingüe fue finalmente erigida en la localidad de Galle.
Zheng He volvió a Nankín el 6 de julio de 1411, habiendo capturado la perla del Océano Índico y presentado sus cautivos al emperador Yongle. Este decidió liberar a Alakeshvara y permitirle volver a su país, tras haberle destronado en favor de su aliado Parakramabahu VI (de la antigua casa real, que gobernó hasta 1467 y logró unir toda la isla bajo una sola bandera), apoyado por Zheng He y su flota. Desde entonces, la Flota del Tesoro jamás experimentaría ninguna hostilidad en sus visitas a Sri Lanka. Estas noticias se extendieron rápidamente por toda la región del sudeste asiático.
En 1412, con el dinero obtenido del comercio, se inició la construcción de la Torre de Porcelana en Nankín, con nueve pisos de altura, de casi 80 metros de alto, una de las maravillas del mundo antiguo. En los jardines que la rodeaban, se encontraban plantas y animales obtenidos gracias a las expediciones de Zheng He. La torre fue destruida durante la rebelión Taiping en 1856.

### Cuarto viaje (1413-1415)
Hasta ese momento, las Flotas habían cumplido con su objetivo de mejorar las relaciones comerciales con el sudeste asiático, aunque sus intervenciones en Calicut y en Sri Lanka mostraban el tipo de imperialismo chino no colonialista impuesto por el emperador Yongle a través de Zheng He. A partir de este momento, Yongle ordenó la exploración de Arabia y África, lugares no desconocidos para los chinos, pero nunca explorados sistemáticamente. Para muchos, es el carácter megalomaníaco de Yongle el que promueve este nuevo y ambicioso objetivo.
Aunque el edicto anunciando el viaje se firmó el 18 de diciembre de 1412, Zheng He no partió hasta finales de 1413 o enero de 1414. El destino era el Estrecho de Ormuz en el Golfo Pérsico, conocido por sus perlas y piedras preciosas. Como el destino era tan lejano, el almirante dedicó más tiempo a los preparativos. La flota constó de 63 buques y 28.560 tripulantes, entre los que se encontraba por primera vez el cronista y traductor de árabe Ma Huan, ya que pensaban internarse en tierras de países musulmanes.

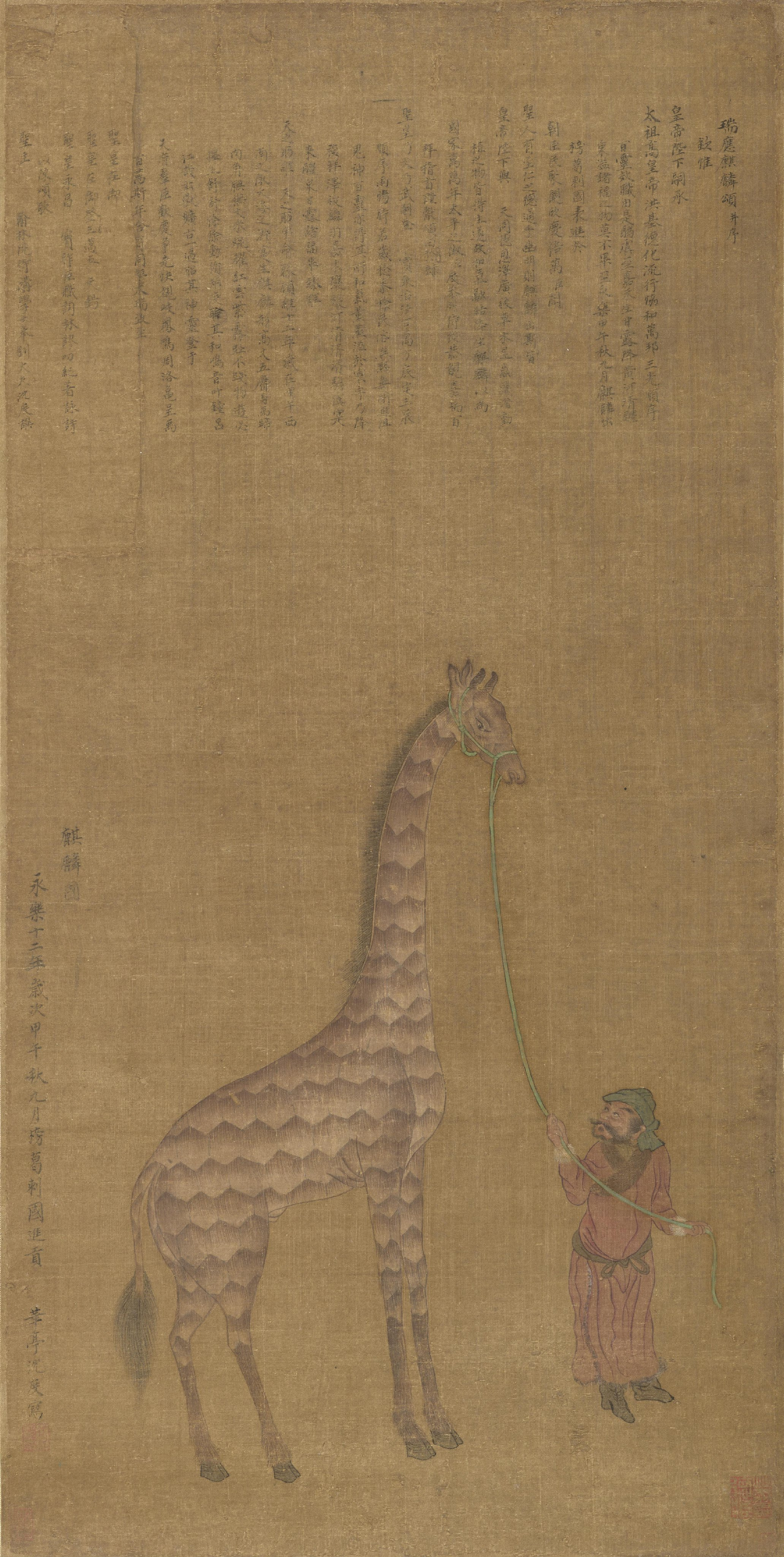
Jirafa con asistente (1414), de Shen Du

La flota siguió su rumbo habitual hasta la India, recalando en Champa, Java, Sumatra y Malasia. Desde ahí, una parte de la flota comandada por el eunuco Yang Min, se separó de la principal y se dirigió hacia el reino de Bengala. Tras cumplir su misión, esta flota volvió a China en 1414, llevando como invitado al rey de Bengala, que trajo un curioso presente al emperador chino. Se trataba de una jirafa, que los chinos creyeron que era un qilin, animal mitológico que solo aparecía cuando existía un buen gobierno de paz y prosperidad, y por otra parte según la mitología china, un qilin anunció a una mujer virgen que tendría un hijo, que fue Confucio, por lo que el emperador al ver este animal consideró que el cielo y los dioses favorecían su reinado. Muchos en la corte felicitaron al emperador por ese buen augurio, pero este, aunque complacido, rehusó las felicitaciones y manifestó que el mérito era del anterior emperador.
Luego Zheng He se dirigió a las islas Maldivas para adquirir ámbar gris, que valía su peso en oro, antes de proseguir hasta la lejana Ormuz, sin entretenerse en Sri Lanka o Calicut. La ciudad de Ormuz impresionó a los chinos por sus riquezas. La bienvenida fue calurosa y comerciaron de manera excepcional, intercambiando porcelana y sedas por topacios, rubíes, perlas, corales y alfombras. En ese puerto, el almirante se encontró con los enviados de tres ciudades-estado de la costa oriental africana –Malindi, Barāwe y Mogadiscio- y les convenció para que viajaran con él a China y ofrecieran sus obsequios al emperador.
En el viaje de vuelta en 1415, en el norte de Sumatra, Zheng He tuvo que intervenir entre el rey de Samudra-Pasai y un usurpador que se había hecho con el trono, Sekander. El emperador Yongle enviaba sus regalos al rey anterior, y Sekander atacó a Zheng He. Este le capturó y se lo llevó a China.
El 12 de agosto de 1415, Zheng He llegó a China con enviados de 18 estados del sudeste asiático y de África para rendir homenaje al emperador chino. El emperador Yongle estaba ausente desde marzo por su segunda campaña contra los mongoles, y no volvió a Nankín hasta el 14 de noviembre de 1416. El 19 de noviembre tuvo lugar una audiencia solemne donde el emperador otorgó regalos a sus oficiales, y donde los 18 embajadores y sus regalos fueron recibidos.
El rebelde Sekander fue presentado al emperador, que ordenó su ejecución. Los embajadores de Malindi también trajeron otra jirafa, lo que produjo una nueva solicitud del Ministro de Ritos para hacer un acto ceremonial de felicitación por la aparición de un nuevo qilin, pero Yongle tampoco aceptó esta vez. Además del qilin, aparecieron otros animales fabulosos como caballos celestiales (cebras) y ciervos celestiales (antílopes).

### Quinto viaje (1417-1419)
El emperador Yongle ordenó en diciembre de 1416 preparar un nuevo viaje para devolver a los embajadores a sus países de origen, y proseguir hasta África para establecer relaciones comerciales. Además, llevaría un sello de reconocimiento para el rey de Cochín, la otra gran ciudad india de la costa de Malabar con Calicut.

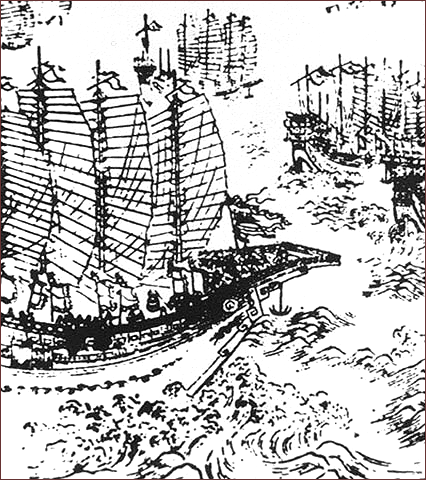
Molde de madera de imprenta china del que se supone representa los barcos de Zheng He.

La flota cargó porcelana en Quanzhou, y en el invierno de 1417 comenzó su viaje, manteniendo la ruta ya conocida: Champa; Java; Palembang, Samudera y Aceh en Sumatra; Pahang y Malaca en Malasia; las Maldivas; Sri Lanka; Cochin y Calicut en India; y Ormuz. Luego recorrieron la costa de la península arábiga, hasta llegar al puerto de Adén, cuyo reino abarcaba el sur de la Península hasta La Meca. La flota fue bien recibida por el sultán de Adén, que vio a los chinos como unos deseables aliados frente al expansionismo de los mamelucos de Egipto. Los chinos intercambiaron porcelana, madera de sándalo y pimienta por perlas, piedras preciosas, coral y agua de rosas, y el sultán envió tributo al emperador Yongle con un regalo que constaba de leones, leopardos, cebras, avestruces y una jirafa.
Más tarde, los barcos cruzaron las turbulentas aguas de Bab el-Mandeb hasta llegar a la costa africana. Devolvió a los embajadores de Mogadiscio, Barāwe en Somalia y Malindi en Kenia. El propósito de la expedición a esta zona, solo conocida de oídas por los chinos, era la búsqueda de un segundo animal de la mitología china, el unicornio, símbolo de la abundancia y la longevidad.
En estas costas habitaba una población hablante de suajili, producto de la mezcla de mercaderes africanos, árabes, persas e indios con la población autóctona. Los nativos eran desconfiados por las frecuentes incursiones que recibían, por lo que no recibieron de buen grado a Zheng He, y su cronista Fei Xin los calificó de “revoltosos”.
La Flota volvió a China el 15 de julio de 1419, trayendo un nuevo qilin, además de otros animales exóticos. Los embajadores extranjeros y dichos animales causaron sensación en la corte por su extraño aspecto, y permanecieron dos años como invitados del emperador Yongle, hasta que recibieron la orden de regresar a sus hogares en la primavera de 1421.

### Sexto viaje (1421-1422)
El origen del sexto viaje fue la orden imperial del emperador Yongle de devolver a los embajadores a sus países de origen el 3 de marzo de 1421, y partió en la primavera de 1421. Parece que este breve viaje estuvo también impulsado por el deseo de continuar la exploración de las nuevas tierras redescubiertas de África y Arabia, con las que habían mantenido relaciones comerciales en el pasado.
La flota se dividió en Samudera Pasai, en Sumatra. Mientras Zhou Man condujo la flota principal hacia Adén y África, Zheng He volvió rápidamente a China adonde llegó en noviembre de ese mismo año. El motivo de ese rápido regreso de Zheng He pudo haber sido la necesidad de asistir a la inauguración de la Ciudad Prohibida de Beijing, que ya era la capital oficial desde 1420.
La flota principal regresó a China el 3 de septiembre de 1422, trayendo enviados de Siam, Samudera, Aden y otros países.

### Suspensión temporal de los viajes
A la muerte del emperador Yongle se produjo una suspensión temporal de los viajes de la Flota del Tesoro. 
En agosto de 1424 falleció el emperador Yongle en Mongolia, muy lejos de su capital, mientras dirigía una campaña militar contra el jefe de una tribu que se había negado a pagar el correspondiente tributo. Los últimos años de su reinado se vieron sacudidos por diversos infortunios, tales como un incendio en 1421 en la recién terminada Ciudad Prohibida, a causa de una tormenta, hecho que se interpretó como una señal divina de desaprobación, o una epidemia que se cobró miles de víctimas en las provincias del sur.
Ascendió al trono su primogénito Gaozhi el 7 de septiembre de 1424, que adoptó el nombre de emperador Hongxi, y que tenía unas prioridades totalmente diferentes. Gobernó durante ocho meses hasta el 29 de mayo de 1425, y decidió reprimir la influencia de los eunucos en la corte y restaurar la de los confucionistas. Su corto reinado se caracterizó por el deseo de disminuir los impuestos sobre la población.

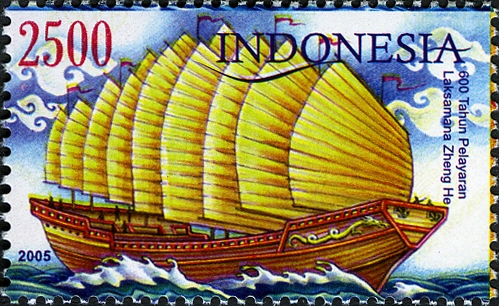
Sello de Indonesia conmemorando el 600º aniversario de los viajes de Zheng He

Su primer decreto, emitido el mismo día de su coronación, dejó clara su actitud contraria a la continuación de los viajes, ordenando el fin de la construcción y reparación de la flota del tesoro:
Todos los viajes de los barcos del tesoro deben pararse. (…) Aquellos oficiales que se encuentren actualmente en el extranjero deben regresar a la capital inmediatamente… y a todos aquellos a los que se haya ordenado ir en futuros viajes, se les ordena regresar a sus hogares. (…) Se debe detener inmediatamente la construcción y reparación de los barcos del tesoro (…).
Cuando murió Yongle, Zheng He se encontraba en misión diplomática en Palembang, en la isla de Sumatra, donde había sido enviado para zanjar una disputa entre los sucesores al trono de la ciudad-estado, y tampoco estaba presente cuando Hongxi fue proclamado emperador y emitió el edicto anterior parando los viajes de la flota del Tesoro.
Aunque Hongxi privó a Zheng He de la responsabilidad del mando de la Flota del Tesoro, este no cayó en desgracia, sino que fue nombrado comandante militar de Nankín, donde construyó un inmenso y suntuoso hogar, y donde Hongxi pretendía volver a trasladar la capital. No está claro por qué Hongxi concedió a Zheng He semejante responsabilidad. En los siguientes meses Zheng He supervisó la finalización del templo de Bao’en y las reparaciones de las futuras estancias imperiales.
Cuando el emperador Hongxi murió en 1425, su hijo mayor, Zhu Zhanji, de 26 años se convirtió en el emperador Xuande. Este era cauteloso, erudito y confucionista, y decidió reducir la influencia de los eunucos. Consideraba inicialmente que los viajes consumían demasiado dinero del tesoro chino, necesario para defenderse de la amenaza militar de los mongoles y otros pueblos nómadas en las fronteras del norte y oeste de China, reparar y expandir la Gran Muralla, y alimentar a la gente en provincias devastadas por el hambre.

### Séptimo viaje y muerte de Zheng He (1431-1433)
El estilo del nuevo emperador Xuande combinó elementos de su padre y de su abuelo. Mantuvo a los consejeros confucionistas, pero repuso en su cargo a muchos eunucos. Como su padre, intentó mantener bajos los impuestos y evitó las aventuras militaristas, pero también deseaba mantener intensas relaciones diplomáticas y comerciales como su abuelo.
Por otra parte, Xuande estaba preocupado porque el comercio tributario había declinado desde el sexto viaje y por la pérdida de influencia en el exterior. El 29 de junio de 1430, tras la muerte de Xia Yuanji, uno de los más firmes detractores de los viajes, anunció su intención de seguir los pasos de su abuelo, es decir continuar con una política expansionista y con las expediciones para potenciar el prestigio de China, y ordenó comenzar los preparativos de una nueva expedición, que llevaron más tiempo que en anteriores ocasiones, debido al parón de seis años. Esta expedición estaría comandada por los eunucos Zheng He y Wang Jinghong.
Se trató de una de las mayores expediciones, con más de 300 barcos y 27 550 tripulantes. El objetivo principal de la expedición era restaurar la paz en los mares, restablecer las relaciones pacíficas con los reinos de Malaca y Siam, y retomar el comercio, que en este período sin expediciones había decaído. El emperador quería conseguir la sumisión de esos países extranjeros y revitalizar las relaciones tributarias que se promovieron durante el reinado de su abuelo Yongle.
La flota zarpó de Nankín el 19 de enero de 1431, pero se detuvo en Jiangsu y Fujian para repostar y reclutar tripulantes, y llegaron a Changle el 8 de abril. A principios de 1432, Zheng He erigió dos tablillas en la desembocadura del río Yangtsé y en Changle, en la del río Min, en las que se relataban los logros de sus viajes:
Hemos atravesado más de cien mil “li” (27 000 millas náuticas) de inmensos espacios acuáticos y hemos contemplado olas inmensas en el mar como montañas que se elevaban hacia el cielo, y hemos posado la mirada sobre remotas regiones bárbaras, ocultos tras una cortina azulada de vapores ligeros mientras nuestros veleros, con las velas desplegadas altivamente, seguían su curso día y noche, rápidos como el destello de un astro, atravesando esas olas feroces.
Finalmente, Zheng He salió de China el 12 de enero de 1432, y se detuvo en Quy Nhơn (Vietnam) el 27 de enero, Surabaya (Java) el 7 de marzo, Palembang (Sumatra) el 24 de julio, Malaca (Malasia) el 3 de agosto, Samudera (Sumatra) el 12 de septiembre, Sri Lanka el 28 de noviembre y llegó finalmente a Calicut en la costa de Malabar de India el 10 de diciembre de 1432.
Allí la flota se dividió en dos. Una parte se quedó en Calicut, y la otra bajo el mando del eunuco Hong Bao viajó hasta Ormuz, donde llegó el 17 de enero de 1433 y de allí al lado oeste del mar Arábigo y al Cuerno de África, antes de bajar por la costa este de África, llegando tan al sur como Kenia y Mozambique. Dos barcos intentaron descargar mercancías en Adén, pero fueron mal recibidos por tensiones políticas locales. Se dirigieron entonces a Dhofar, donde los chinos cargaron incienso, mirra y benzoina, y a Yeda, el puerto de La Meca ubicado en el mar Rojo. Allí, parece que Hong Bao envió a siete marineros, entre ellos Ma Huan, a La Meca y a Medina.

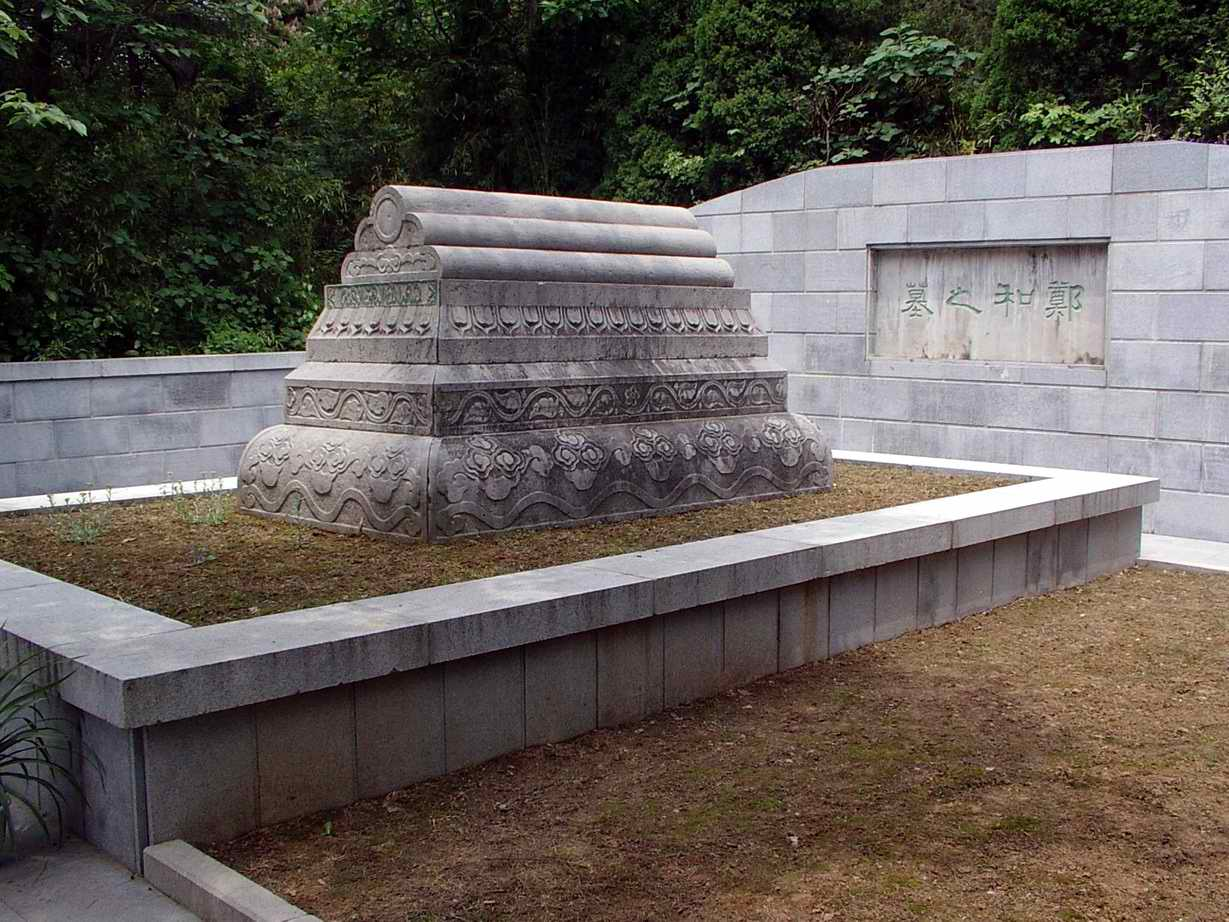
La tumba de Zheng He en Nankín.

Se dice que Zheng He, como musulmán devoto, aprovechó esta última expedición para peregrinar a La Meca. Sin embargo, su fiel cronista Ma Huan no lo menciona e incluso su descripción de La Meca y Medina es imprecisa y parece estar realizada por una mano distinta. Es más probable que Zheng He estuviese ya enfermo a sus 62 años, y que se quedase en Calicut, junto con Ma Huan, esperando el regreso de sus barcos. Una vez que la flota volvió a reunirse, emprendieron el regreso a China.
Parece ser que Zheng He murió en el viaje de regreso a China y que fue enterrado en el fondo del mar según lo que aseguró su familia. Además, en esas fechas se celebró un funeral de cuerpo ausente en Semarang, en la isla de Java. Sin embargo, sus zapatos y un puñado de sus cabellos fueron llevados a Nankín para ser enterrados en una cueva budista.
La flota llegó a China en julio de 1433, y los embajadores fueron presentados al emperador en septiembre portando regalos, entre ellos cinco nuevos qilin. Xuande pudo contemplar con satisfacción cómo se restauraba el comercio tributario, pero murió en 1435 tras una breve enfermedad. 
En Nankín, en la colina de Niushou, se construyó una tumba en forma de herradura para Zheng He, un cenotafio que se cree que contiene ropa suya y tocados. En 1985, la tumba fue reconstruida siguiendo el estilo musulmán.

## Fin de la flota del Tesoro
La muerte del joven emperador Xuande en 1435 supuso la victoria definitiva de la facción aislacionista de la corte y, con ello, el fin de China como una gran potencia marítima. Esto dio lugar a una época de aislacionismo y oscurantismo en el imperio Chino.
El nuevo emperador Zhengtong apenas tenía ocho años cuando ascendió al trono, por lo que el eunuco Wang Zhen fue el que se ocupó de los asuntos de Estado en sus primeros años. En 1449, la caballería mongola emboscó una expedición del emperador Zhengtong en la fortaleza de Tumu, a menos de un día de marcha de las murallas de la capital, derrotaron al ejército chino y capturaron al emperador. Más tarde, causaron una crisis política en China cuando lo liberaron después de que su medio hermano ya había ascendido y declarado la nueva era Jingtai. No sería hasta 1457, tras la restauración del antiguo emperador, que volvería la estabilidad política. Los confucionistas culparon a los eunucos del desastre y aconsejaron deshacerse de ellos. Zheng He fue objeto de cierta demonización por parte de las élites académicas, que incluso destruyeron parte de sus registros, por lo que hoy disponemos de escasas fuentes de esas empresas. Hubo diversas purgas y se prohibió a los eunucos participar en el comercio ultramarino, se prohibió la construcción de buques con más de dos mástiles y se aplicó la política china aislacionista haijin que restringió el comercio marítimo privado y el asentamiento costero.  En 1477, por ejemplo, un eunuco de la corte solicitó los registros de los viajes de Zheng He para reiniciar el programa, pero el erudito a cargo de los registros le dijo que los documentos se habían perdido. La pérdida de estos documentos ha creado un agujero sobre lo que sabemos sobre Zheng He, y abierto discusiones académicas sobre el tamaño de sus barcos o hasta dónde llegó.

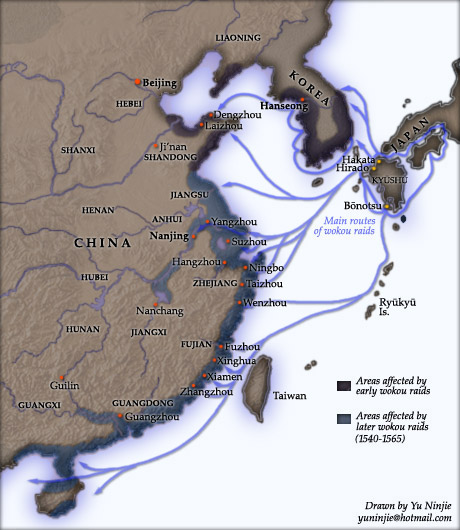
Razzias de los wakō en el

Las medidas restrictivas haijin terminaron mostrándose contraproducentes ya que disminuyeron los ingresos comerciales y forzaron a la población de la costa a practicar el contrabando. La actividad ilegal y la reducción de la Armada (en 1477 solo quedaba un tercio de los buques de guerra), atrajo a los piratas wakō (originalmente japoneses, pero con una proporción china creciente) que causaron grandes destrozos. Los piratas wakō entraron en declive solo con la llegada de los portugueses en el siglo XVI.
China había logrado controlar el Mar de China y gran parte del Océano Índico, pero los costos logísticos y laborales de mantener una metrópolis flotante empezaron a pesar fuertemente sobre el Imperio. El gasto de las expediciones y mercancías transportadas no siempre compensaban el valor de los tributos recibidos. No todos los países visitados estaban de acuerdo en que China, el autodenominado Reino Medio, fuera el centro del mundo. De todas formas,  el cambio de política del Imperio chino de abandonar el poder naval acumulado desde la época de los Song, no puede explicarse solamente por razones económicas, ya que eran enormes las rentas fiscales recaudadas.
Ante la pregunta de ¿porqué China, cuando se encontraba en la cima de su poder, con una economía floreciente y un poder científico, tecnológico y militar sin parangón, decidió encerrarse en sí misma y disolvió la flota de Zheng He?, la respuesta puede estar sobre todo en la magnitud de los proyectos civiles que llevó a cabo la dinastía Ming, sobre todo con el emperador Yongle, que debieron someter a la población a una enorme carga y vaciar las arcas del tesoro:
- El traslado de la capital de Nankín a Beijing y la construcción de la Ciudad Prohibida de 1415 a 1420.[169]
- La reinauguración del Gran Canal en 1416 entre Beijing y Hangzhou,[170] la vía fluvial creada por el hombre más larga del mundo, de 1800 km de longitud, realizada para alimentar a las tropas que defendían las fronteras y los miles de trabajadores que reconstruían Beijing,[171] hizo innecesario el transporte marítimo de mercancías y comida entre los ríos Yangtsé y el río Amarillo, lo que contribuyó a la decadencia de la construcción naval.[63]
- La Gran Muralla, gran parte de la cual fue construida bajo el reinado de Zhu Di.[55] Las dificultades en las últimas campañas contra los mongoles hizo que se desplazara la atención de los puertos del sur para lidiar con las tensiones del norte.[48]

Algunas otras razones que pudieron influir para el fin de la flota del Tesoro pudieron ser:
- Una guerra inacabable en la nueva provincia conquistada de Annam (norte de Vietnam).[172]
- Aumento de la influencia de las élites dirigentes confucianas, partidarios de un mayor aislacionismo internacional, frente a la política expansionista de los Ming, que eran de origen humilde, aunque hay autores que no creen en ello.[173]
- Aumento de la inflación, que provocó falta de fiabilidad en los billetes Ming, que ya no fueran fácilmente aceptados en el extranjero, donde pedían pagos en bienes materiales, en condiciones menos interesantes para los chinos.[174]
- Episodios de epidemias y hambrunas.[175]

Por lo tanto, se abandonó la Flota del Tesoro debido a su prohibitivo coste, ya que no reportaron grandes beneficios a la corte imperial e, incluso, podían crear un déficit financiero. Los grandes barcos del tesoro no fueron destruidos, sino que fueron desmantelados por el momento, y ante la falta de dinero para su mantenimiento, los barcos fueron desguazados gradualmente. Los planos de los ingenieros navales que los construyeron se destruyeron e, incluso, los informes de los viajes de Zheng He se declararon exageraciones falsas de hechos extraños extraídos del testimonio por los ojos y los oídos de la gente. Las expediciones ordenadas por Yongle se calificaron como una pérdida inútil de dinero y de grano que, además, costó la vida de muchos hombres, los productos que las flotas llevaban a China se consideraron inútiles y se prohibió el comercio con el extranjero.
Toda la tecnología y potencia naval china se perdió. A pesar de los intentos de los confucionistas por borrar la figura de Zheng He de los libros de historia, los marineros y subordinados de su flota dejaron varios libros narrando sus viajes. Solo se conservan las crónicas de dos de sus intérpretes de a bordo, los expertos en temas musulmanes Ma Huan y Fei Xin, donde describen sus rutas y las costumbres locales, las condiciones de vida o la gastronomía de los lugares visitados.
Esto puso fin a la época de los viajes de descubrimiento chinos, sabiendo que justo en 1434, el navegante portugués Gil Eanes bordeó el Cabo Bojador en la costa norte del Sáhara occidental de África, un paso importante en el descubrimiento de la ruta marítima a la India y, por lo tanto, también un paso importante hacia la expansión europea.
En realidad, China mantuvo su comercio marítimo, con un cese de corta duración en 1551 bajo el emperador Jiajing. El Reino Medio siguió siendo la potencia comercial marítima más importante de Asia oriental. Los barcos chinos continuaron participando en el comercio del sudeste asiático hasta el siglo XIX, y con la India y África Oriental hasta mucho después de la época de Zheng He, basándose para su navegación en las tradiciones de Zheng He. 

## El legado de Zheng He

### Literatura
La historia de Zheng He sobrevivió en los relatos de los miembros de la tripulación, entre ellos los de Fei Xin, Gong Zhen y Ma Huan, y las aventuras de la flota quedaron reflejadas en algunas novelas chinas basadas en sus viajes, como el Romance del eunuco de las tres joyas (三宝太监西洋记通俗演义) de 1597. Sus viajes se han conocido sobre todo en China y en el extranjero a partir de la publicación de su biografía El Gran Navegante de Nuestra Patria de Liang Qichao en 1904.

### Monumentos
La flota del Tesoro dejó marcadores de piedra en los lugares que visitaron. Existen dos templos y tres estelas de granito en China relacionados con Zheng He:
- El Templo de Matsu en Nankín o Palacio Tianfei (Palacio de la Esposa Celestial), construido por el emperador Yongle en 1416 para honorar a Zheng He por sus viajes de la Flota del Tesoro, y dedicado a la diosa del mar Tianfei.[180]
- La estela de Taicang en el Palacio Tianfei en Liujiagang (ahora Liuhe), un puerto en el río Yangtsé, de donde partieron las expediciones por primera vez. La estela estaba sumergida y perdida, pero ha sido reconstruida.[181]
- La estela de Nanshan, levantada en el templo renovado de Tianfei de esta ciudad del condado de Changle, en Fujian, reconstruido por Zheng He antes de partir en su último viaje.[182]
- La estela trilingue de Sri Lanka, descubierta en la ciudad de Galle en 1911, escrita en chino, tamil y persa. La inscripción alaba a Buda y describe donaciones de la flota al famoso templo Tenavarai Nayanar de Tondeswaram, frecuentado tanto por hindúes como por budistas.[183]
- La tumba de Zheng He en Nankín, que contiene su espada y otras posesiones personales, enterrados en una tumba musulmana inscrita en árabe, ya que su cuerpo fue enterrado en el mar.[158] La tumba de su lugarteniente Hong Bao, también fue desenterrada recientemente en Nankín.[184]

### El culto a Zheng He
Tras el parón de los viajes por el estado, algunas comunidades costeras recurrieron al contrabando y la piratería para satisfacer la demanda del mercado, y otras familias emigraron a las nuevas comunidades chinas en el extranjero: Singapur, Siam, Indonesia, Malasia y Vietnam, lugares donde Zheng He se había detenido. Entre la diáspora china en el sudeste asiático, Zheng He se convirtió en una figura de veneración popular.

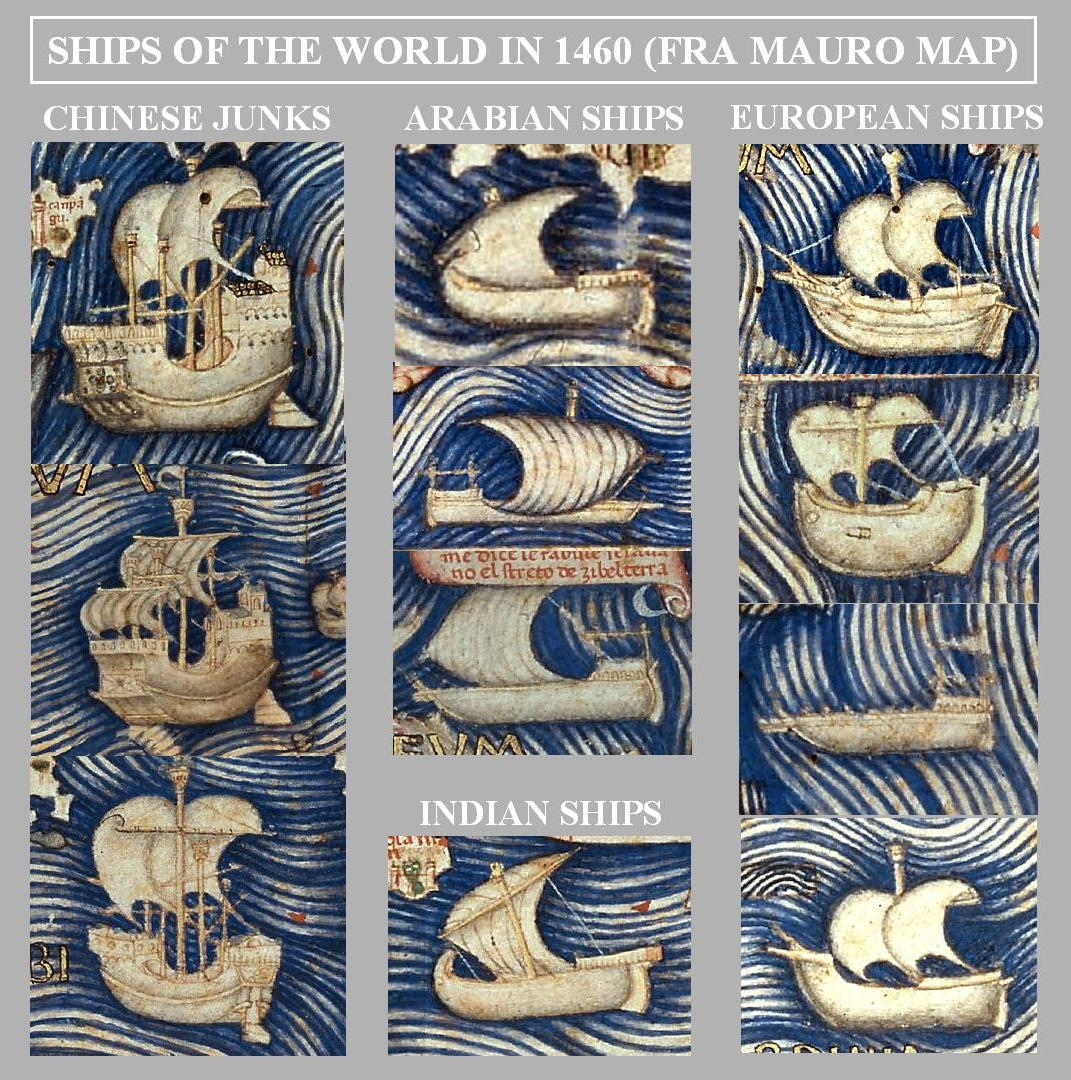
Barcos en el mapa de Fra Mauro de 1459. Los barcos chinos son diferentes y más grandes que los demás.

China: Los viajes aumentaron enormemente el conocimiento que tenían los chinos del extranjero, y de las religiones musulmana y cristiana, aunque creían que su origen estaba en la India. Zheng He llamaba a Arabia la India Occidental, hasta que al llegar a ella se dio cuenta de que estaba lejos de la India.
La decadencia de la dinastía Ming hizo que los chinos buscaran figuras históricas que representaran mejores tiempos. La figura de Zheng He reapareció en los siglos XVII y XVIII, convirtiéndose en una especie de santo patrón de los emigrantes chinos.
En la República Popular China, el 11 de julio es el Día Marítimo, dedicado a la memoria de Zheng He, y el 11 de julio de 2005 se celebró el 600 aniversario del primer viaje de Zheng He. Por otra parte, el buque de la Armada del Ejército Popular de Liberación Zhang He (AX-81) es un buque escuela chino nombrado en su honor, y que actúa como embajador de buena voluntad de China, habiendo completado una circunnavegación del mundo en 2012.
Resto de Asia: Las misiones al sudeste asiático se mantuvieron durante décadas después de Zheng He, aunque su frecuencia fue a veces restringida. La Historia de Ming registra edictos imperiales que prohibían a Java, Champa y Siam enviar embajadores más de una vez cada tres años. En diversos lugares del sudeste asiático como Sri Lanka, Java y Malaca se conservan templos donde se venera a Zheng He como una deidad.

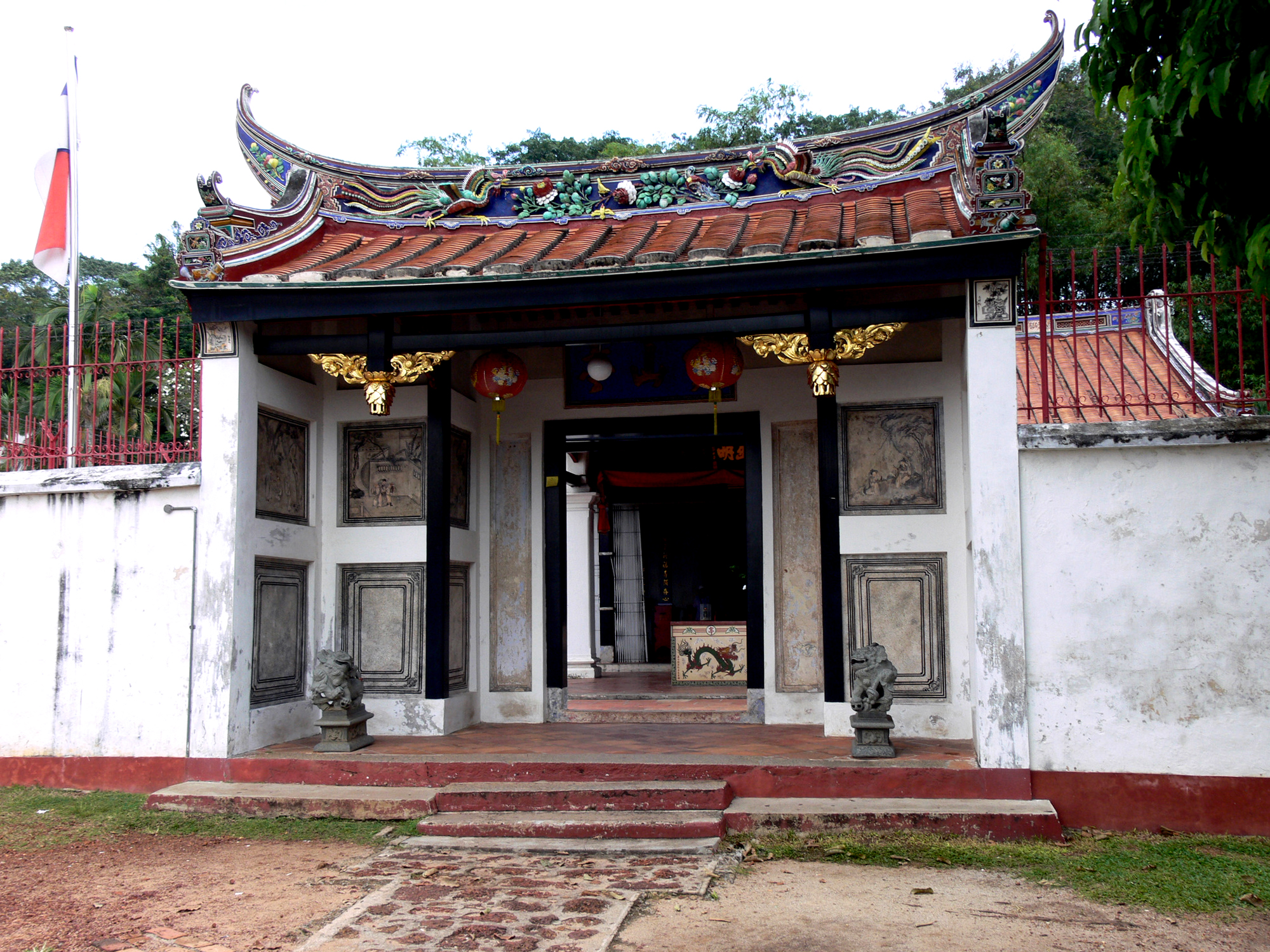
El templo de Sam Poo Kong en Semarang.

Indonesia: Algunas fuentes atribuyen a Zheng He la construcción de comunidades musulmanas chinas en Palembang y a lo largo de las costas de Java, la península malaya y Filipinas, siguiendo la escuela Hanafi en el idioma chino. Existen mezquitas Hanafi en Semarang y Ancol que se convirtieron en templos del culto a Zheng He durante las décadas de 1460 y 1470. El templo Sam Poo Kong en Semarang fue construido para conmemorar el viaje de Zheng He a Java. La comunidad china ha establecido templos dedicados a Zheng He en Yakarta, Cirebon y Surabaya.
Malasia: Según una leyenda popular en Malasia, Zheng He navegó trayendo una princesa de China para desposar al rey de Malaca, que llegó con 1500 sirvientes y 5000 vírgenes chinas. Este grupo de chinos se asentó en Bukit Cina, y sus descendientes son el núcleo de la comunidad china actual.  Este relato no figura en los anales chinos. Otra leyenda dice que el sultán Mansur Shah (r. 1459-1477) solicitó la mano de una hija imperial Ming en matrimonio, y según los anales malayos una princesa llamada Hang Li Po fue enviada desde China en 1459 para casarse con el sultán, acompañada de 500 jóvenes de alto rango y algunos cientos de doncellas como su séquito. Todos se establecieron en Bukit Cina y muchos se casaron con la población local, creando los descendientes ahora conocidos como los Peranakan.
Australia: Los registros del cronista Fei Xin indican que las flotas de Zheng He pasaron por Timor, y podría ser que algún barco de esa flota llegara a Australia, aunque no hay constancia de ello. La tribu aborigen de los baijini podría tener un origen chino según se ve en ciertas evidencias (restos de barcos, cultivo de arroz, construcciones, vestimenta, etc).

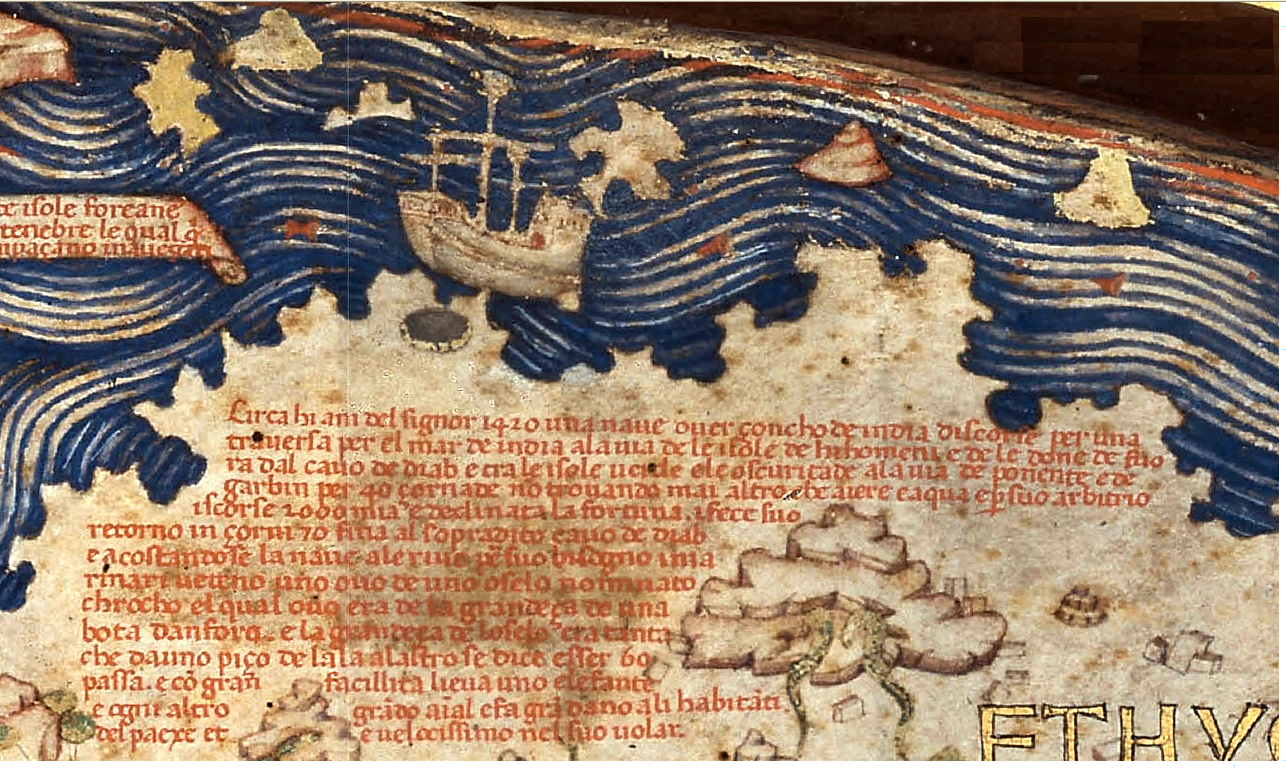
Dibujo del "junco" que bordeó el Cabo Diab en 1420, según el mapa de Fra Mauro (el sur está arriba).

Europa: El conocimiento europeo sobre Zheng He estuvo difuminado por el paso de los años. Los nativos de África Oriental les explicaron que años atrás habían sido visitados por flotas de barcos muy grandes. En el Atlas de Fra Mauro hay dos inscripciones que podrían indicar que algún barco chino, quizás de Zheng He, dobló el Cabo de Buena Esperanza. Los primeros portugueses que llegaron a la India oyeron hablar de los viajes chinos, pero sin encontrar detalles precisos. El mejor testimonio lo dio Girolamo Sernigi, que escribió en 1499 que a Calicut habían llegado unos 80 años antes flotas de los "cristianos blancos". La descripción que le dan hace que Sernigi los identifique como alemanes o, más probablemente, rusos. Desgraciadamente, el Terremoto de Lisboa de 1755 destruyó gran parte de los documentos portugueses de la época de Zheng He. 
La influencia de Zheng He en la expansión portuguesa por el Océano Índico es objeto de discusión. Algunos afirman que los viajes de Zheng He contribuyeron involuntariamente a la expansión portuguesa ya que los chinos actuaron generalmente de forma pacífica y eso predispuso a los nativos a acoger de buen grado a futuros visitantes. Otros objetan que los nativos se mostraron poco impresionados ante los portugueses (algo bastante comprensible si se comparan las expediciones chinas con las portuguesas), por lo que los viajes de Zheng He habrían dificultado la expansión lusa.
Mundo musulmán: En sus viajes, Zheng He visitó santuarios islámicos en Fujian y otros lugares, y difundió la adoración de la diosa china marina Matsu, lo que favoreció el desarrollo de las relaciones entre China y los países islámicos. Algunos estudiosos creen que la figura de Simbad podría inspirarse en Zheng He, debido a la similitud fonética de Simbad y Sanbao, y al hecho de que ambos realizaron un total de siete viajes. Por otra parte, la tribu bajuni de Kenia (a destacar el parecido de los nombres bajuni y baijini de los aborígenes australianos) podría ser descendiente de marinos chinos, como declaran los propios nativos y por las similitudes fonéticas entre palabras chinas y algunas palabras bajuni.

### Últimas consideraciones
Los viajes de Zheng He, al contrario de los que realizaron los europeos unos años después, nunca tuvieron un espíritu conquistador ni expansionista. Sus intenciones siempre fueron la exploración, el comercio y la demostración del poderío chino a sus vecinos, favoreciendo el intercambio cultural, tecnológico y comercial, aumentando el tráfico marítimo y el crecimiento económico de la región.

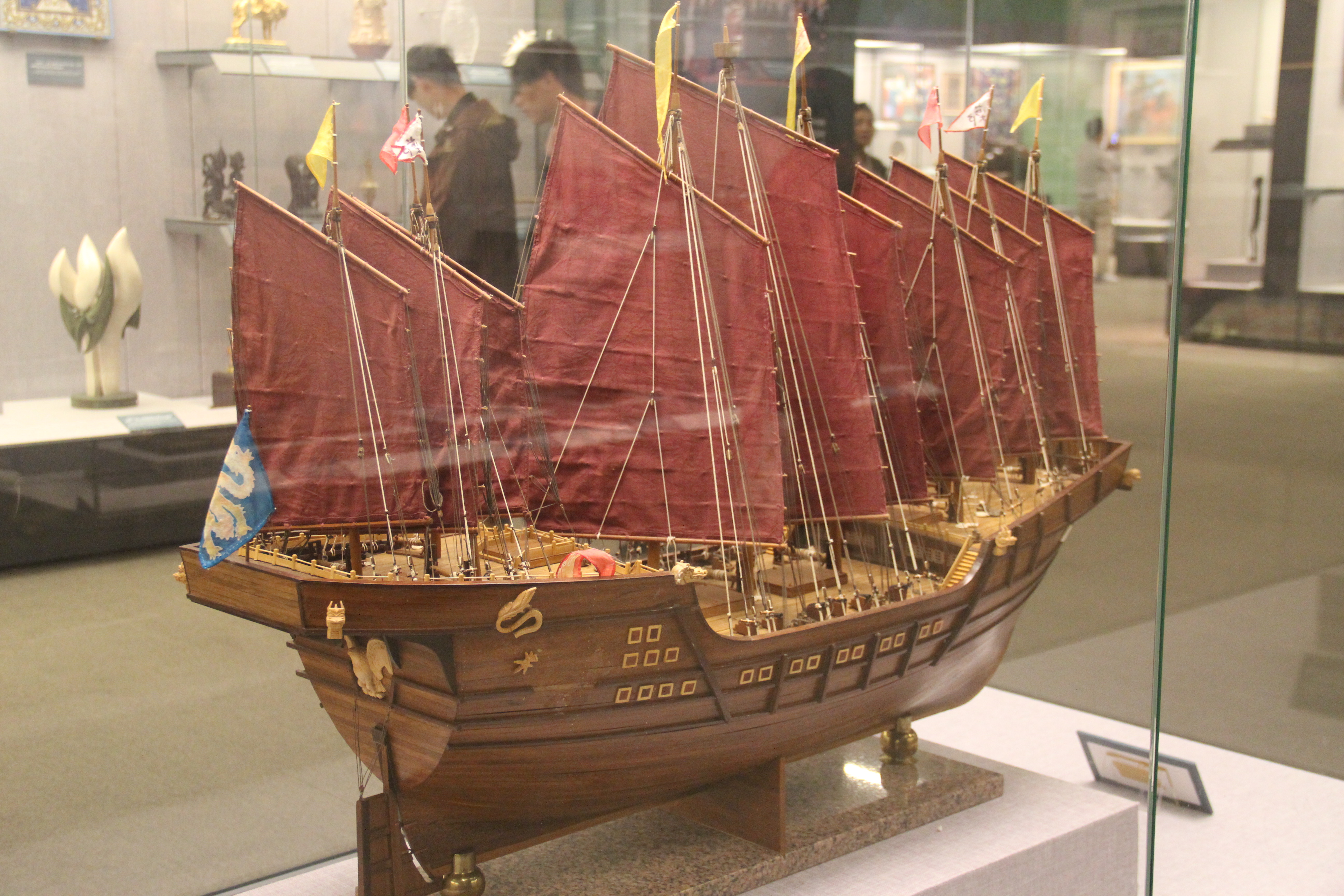
Maqueta de un barco del Tesoro de Zheng He

Zheng He fue el agente diplomático más conocido del emperador Yongle. Algunos ven sus expediciones navales como un modo de halagar la vanidad del emperador, pero esas misiones tuvieron el efecto de extender la influencia política de China sobre el Asia marítima durante medio siglo, aunque no condujeran al establecimiento de imperios comerciales. Sin embargo, a su paso, la emigración china aumentó, lo que resultó en la colonización china del sudeste asiático y el comercio tributario correspondiente.
Sabemos que los viajes de Zheng He tuvieron un impacto duradero en Asia, estableciendo patrones de inmigración e intercambio cultural que continúan hoy en día, y fueron esenciales para la difusión de dos tecnologías chinas que ayudaron a construir nuestro mundo moderno; la pólvora y las brújulas, utilizadas por las potencias coloniales occidentales para remodelar el mundo durante los siguientes siglos.
Los viajes de Zheng He muestran que los barcos chinos podrían haber gobernado el Océano Índico durante mucho tiempo y podrían haber navegado hasta América. La comparación de las gestas de Zheng He con las de los navegantes europeos más famosos revela el enorme abismo que existía entre la tecnología naval china del siglo XV y la de sus homólogos occidentales un siglo más tarde:
| -                | Zheng He      | Cristóbal Colón                  | Vasco da Gama | Fernando de Magallanes             | Francis Drake |
| ---------------- | ------------- | -------------------------------- | ------------- | ---------------------------------- | ------------- |
| Nacionalidad     | China         | Italiana, navegación para España | Portuguesa    | Portuguesa, navegación para España | Inglesa       |
| Número de viajes | 7             | 4                                | 3             | 1                                  | 9             |
| Fecha de viajes  | 1405-1433     | 1492-1504                        | 1497-1524     | 1519-1522                          | 1567-1596     |
| Número de barcos | 41 - 317      | 3 - 27                           | 4 - 14        | 5                                  | 2 - 30        |
| Tripulación      | 27.550-30.000 | 104-1.200                        | Desconocido   | 270                                | 166           |

El profesor Richard von Glahn de la UCLA cree que "Zheng He remodeló Asia” porque la historia marítima en el siglo XV fue esencialmente la historia de Zheng He y los efectos de sus viajes.

### Libros
- Carrington Goodrich, Luther; Fang, Chaoying (1976). Dictionary of Ming Biography, 1368-1644 (en inglés). Nueva York: Columbia University Press. ISBN 9780231038010.
- Chan, Hok-lam (1998). "The Chien-wen, Yung-lo, Hung-hsi, and Hsüan-te reigns, 1399–1435". The Cambridge History of China, Volume 7: The Ming Dynasty, 1368–1644, Part 1 (en inglés). Cambridge University Press. ISBN 9780521243322.
- Chand Malhotra, Iqbal (2021). Red Fear: The China Threat (en inglés). Nueva Delhi: Bloomsbury India. ISBN 978-9-3898-6757-2.
- Dreyer, Edward L. (2006). Zheng He and the Oceans in the Early Ming Dynasty, 1405-1433 (en inglés). Nueva York: Pearson Longman. ISBN 978-0-321-08443-9.
- Hoon, Hum Sin (2011). Zheng He's art of collaboration: Understanding the legendary Chinese admiral from a management perspective (en inglés). Institute of Southeast Asian Studies. ISBN 9789814379663.
- Information Office of the People’s Government of Fujian Province (2005). Zheng He's Voyages Down the Western Seas (en inglés). China Intercontinental Press. ISBN 9789814379663.
- Levathes, Louise (1997). When China ruled the seas (en inglés). Nueva York: Oxford University Press. ISBN 0-19-511207-5.
- Menzies, Gavin (2003). 1421, el año en que China descubrió el mundo. Barcelona: DeBOLSILLO. ISBN 978-84-9793-508-1.
- Mills, J.V.G. (1970). The Overall Survey of the Ocean’s Shores (1433) (en inglés). Cambridge: White Lotus Press. ISBN 978-974-8496-78-8.
- Needham, Joseph; Gwei-djen, Lu (1971). Science and Civilisation in China: Volume 4, Physics and Physical Technology, Part 3, Civil Engineering and Nautics (en inglés). Cambridge: Cambridge University Press. ISBN 978-0-521-07060-7.
- Perkins, Dorothy (2000). Encyclopedia of China: The Essential Reference to China, Its History and Culture (en inglés). Nueva York: Roundtable Press. ISBN 978-0-8160-2693-7.
- Rozario, Paul (2005). Zheng He and the Treasure Fleet (en inglés). Singapur: SNP International. ISBN 981-248-090-0.
- Sen, Tan Ta (2009). Cheng Ho and Islam in Southeast Asia (en inglés). Singapur: Institute of Southeast Asian Studies. ISBN 978-981-230-837-5.
- Shih-Shan, Henry Tsai (2001). Perpetual Happiness (The Ming Emperor Yongle) (en inglés). Washington: Washington University Press. ISBN 978-0295981093.
- Yamashita, Michael (2007). Zheng He: Los 7 viajes épicos  alrededor del mundo del mayor explorador chino (1405-1433). Barcelona: Blume. ISBN 978-84-9801-211-8.

### Publicaciones
- Lo, Jung-pang (Diciembre 1958). «The Decline of the Early Ming Navy». Oriens Extremus (en inglés) 5 (2): 149-168. ISSN 0030-5197. Consultado el 30 de enero de 2022.

### En línea
- Breve biografía de Zheng He por la embajada de China en Venezuela
- Church, Sally K. (1995), «Zheng He: An investigation into the plausibility of 450-ft treasure ships», Monumenta Serica LIII (53): 20, archivado desde el original el 25 de julio de 2011, consultado el 23 de agosto de 2011.